# Плутарх
Плута́рх (др.-греч. Πλούταρχος; римское имя — Лу́ций Ме́стрий Плута́рх; лат. Lucius Mestrius Plutarchus; между 45 и 50 годами, Херонея, Ахея, Римская империя — между 119 и 125 годами) — древнегреческий писатель и философ римской эпохи. Вырос и прожил бо́льшую часть жизни в беотийском городке Херонея, общался с влиятельными римскими политиками и интеллектуалами, был жрецом храма Аполлона в Дельфах. Большинство сочинений он написал в зрелом возрасте, после свержения императора Домициана.
«Сравнительные жизнеописания», самая крупная и известная работа Плутарха с ярко выраженной морализаторской направленностью, включает 22 тщательно составленные парные биографии 46 выдающихся греческих и римских политиков и является ценным историческим источником. Разносторонние и многообразные сочинения на философскую, педагогическую и литературную тематику для различной аудитории объединяют под условным названием «Моралии». Крупнейшая работа в составе «Моралий» — частично автобиографические «Застольные беседы» с философским обсуждением различных проблем. Взгляды эрудированного Плутарха характеризуются близостью к среднему платонизму, повышенным вниманием к этическим вопросам, оригинальностью многих суждений и некоторым влиянием перипатетического и пифагорейского учений.
Сохранилось менее половины сочинений Плутарха. В античную эпоху его труды высоко ценились, но в начале Средних веков были почти забыты. С IX века Плутарх вновь стал популярным автором в Византии, а с конца XIV века — и в Западной Европе. В Новое время благодаря переводам на латинский и новоевропейские языки он стал одним из самых читаемых древних писателей, а «Сравнительные жизнеописания» оказали большое влияние на развитие биографического жанра, сделав имя автора нарицательным.

## Биография

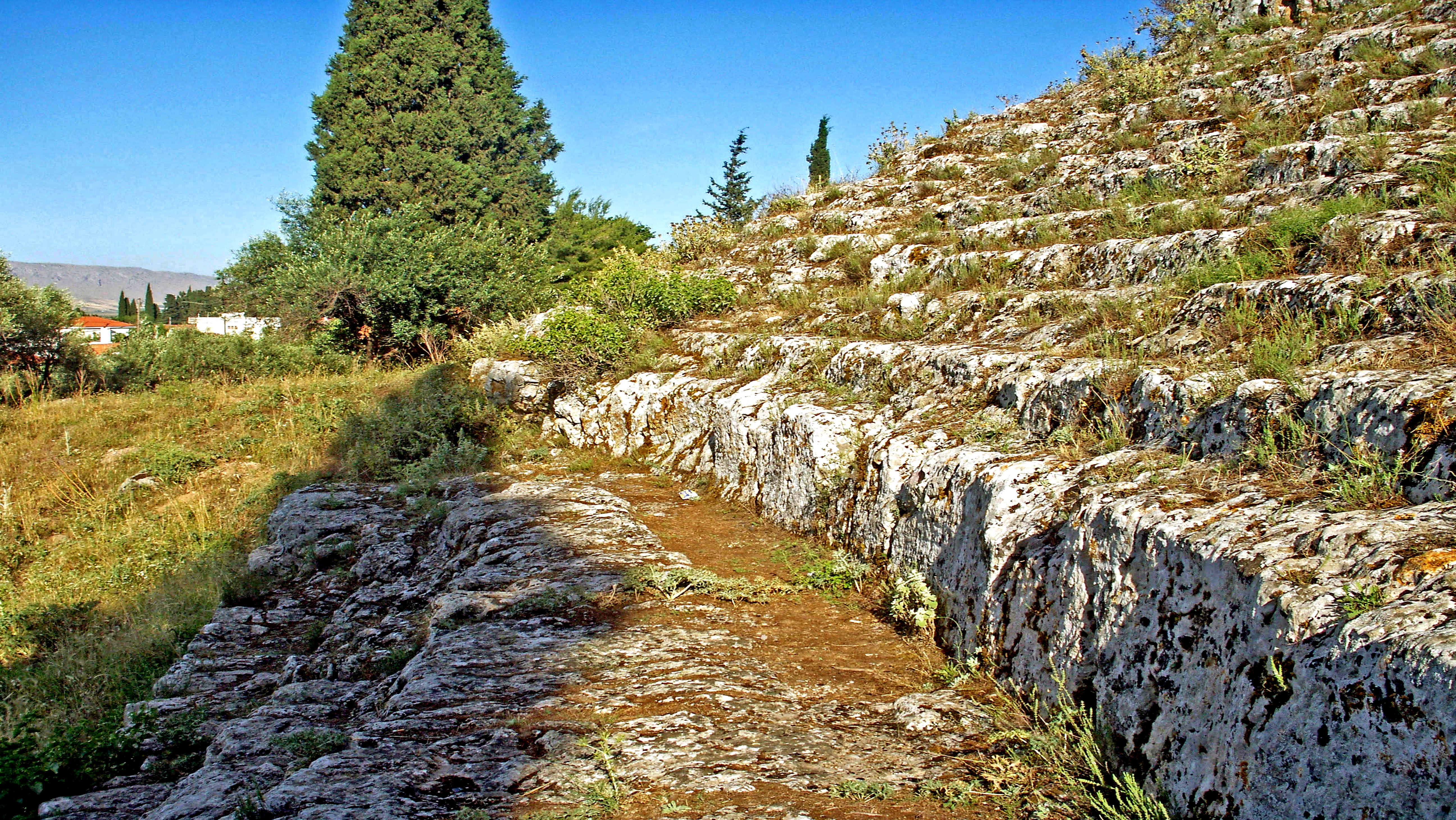
Руины театра в Херонее

Подробности биографии Плутарха известны недостаточно. Дата его рождения доподлинно неизвестна, но обычно она принимается за середину — вторую половину 40-х годов н. э. Он родился и вырос в Херонее — маленьком городке с древней историей в области Беотия, расположенном примерно в 100 км северо-восточнее Афин. Плутарх происходил из состоятельной семьи, которая, впрочем, не принадлежала к старинной аристократии. Самый ранний известный предок греческого автора — его прадед Никарх, современник Марка Антония. Плутарх упоминал нескольких членов семьи — деда Ламприя, отца Автобула, братьев Ламприя и Тимона. Отмечается, что члены семьи, помимо зажиточности, отличались и образованностью.
Плутарх получил хорошее образование, был знаком с классическими сочинениями греческой литературы. В возрасте около 20 лет он уехал учиться в Афины, к александрийскому философу-платонику (академику) Аммонию. Он упоминает, что в период обучения у Аммония он подружился с потомком Фемистокла. В 66—67 или 67—68 годах Грецию посетил римский император Нерон, и Плутарх видел его в Дельфах. После окончания гражданской войны 68—69 годов («года четырёх императоров») в Александрию из Афин к новому императору Веспасиану было направлено посольство, в составе которого мог находиться и Плутарх.
Спустя некоторое время после окончания обучения Плутарх вернулся в родную Херонею. Этот факт отличает его от большинства греческих интеллектуалов, которые предпочитали жить и работать в крупных культурных центрах. В Херонее он занимал должность эпонимного архонта и другие местные магистратуры. Плутарх был очень привязан к родным Херонее и Беотии. Одним из проявлений особого интереса к локальной истории считается подробное описание деятельности Луция Лициния Лукулла в Беотии: данный эпизод имел большое значение для Херонеи при незначительной роли в мировой перспективе. В доме Плутарха собиралась молодёжь, которую он наставлял в философии и прочих науках. Примерно на пятидесятом году жизни (конец 90-х годов) его избрали одним из двух пожизненных жрецов храма Аполлона в Дельфах. Из-за занятия почётного поста в Дельфах Плутарх занимался популяризацией этого святилища в своих сочинениях. Кроме того, он был посвящён в мистерии Диониса и, возможно, Исиды.

Во время первого посещения Плутархом Рима Колизей ещё строился, а во время второго визита в столицу уже действовал

Плутарх много путешествовал, особенно по Греции. Он посетил многие исторические места, включая Фермопилы и Спарту, места многих знаковых битв. Его наблюдения особенно ярко проявились в подробном описании битвы Суллы и Архелая при Херонее в 86 году до н. э. Он выезжал и за пределы римской провинции Ахея, посетив Македонию, Крит, Италию, Египет, Малую Азию. В Риме Плутарх был неоднократно: часто реконструируется двукратное пребывание в столице (в конце 70-х и в начале 90-х годов), а Филип Стэдтер реконструирует три путешествия — в начале 70-х, примерно в 89 и примерно в 92 году. Поводом к первой поездке в Рим стало судебное дело с участием беотийцев или дельфийцев, хотя он наверняка воспользовался случаем для налаживания связей в столице. Помимо Рима, он посетил и другие части Италии — в частности, место битвы при Бедриаке. В Италии он прочёл несколько публичных лекций по философии на древнегреческом языке. Предполагается, что последний визит в Италию Плутарх мог прервать из-за высылки Домицианом философов.
Допускается, что Плутарх познакомился с соратником Веспасиана Луцием Местрием Флором, будучи в составе посольства к новому императору, хотя они могли познакомиться и в Греции. Флор стал патроном Плутарха, и благодаря ему греческий автор получил римское гражданство под именем Луций Местрий Плутарх. Другие его римские друзья и знакомые также были весьма влиятельными людьми — Квинт Сосий Сенецион (дважды консул), Тит Авидий Квиет (консул-суффект, проконсул Ахайи), Гай Авидий Нигрин, некий Сатурнин (его идентифицируют с консулом-суффектом Луцием Гереннием Сатурнином), Гай Миниций Фундан (консул-суффект, переписывался с Плинием Младшим), Секстий Сулла из Карфагена. Среди его римских знакомых были и люди, прямо связанные с литературой и искусством, — Квинт Юний Арулен Рустик (консул-суффект и писатель, казнённый Домицианом), Юлий Секунд (крупный оратор конца I века и наставник Тацита), Терентий Приск, которого идентифицируют с покровителем поэта Марциала, Ауфидий Модест (вероятный составитель комментариев к «Георгикам» Вергилия). Среди его знакомых был и потомок династии коммагенских царей Филопапп, в 109 году ставший консулом-суффектом Римской империи. Влиятельным римским друзьям Плутарх посвятил ряд философских трактатов, Квинту Сосию Сенециону — «Сравнительные жизнеописания», а императору Траяну, вероятно, — «Изречения царей и полководцев».

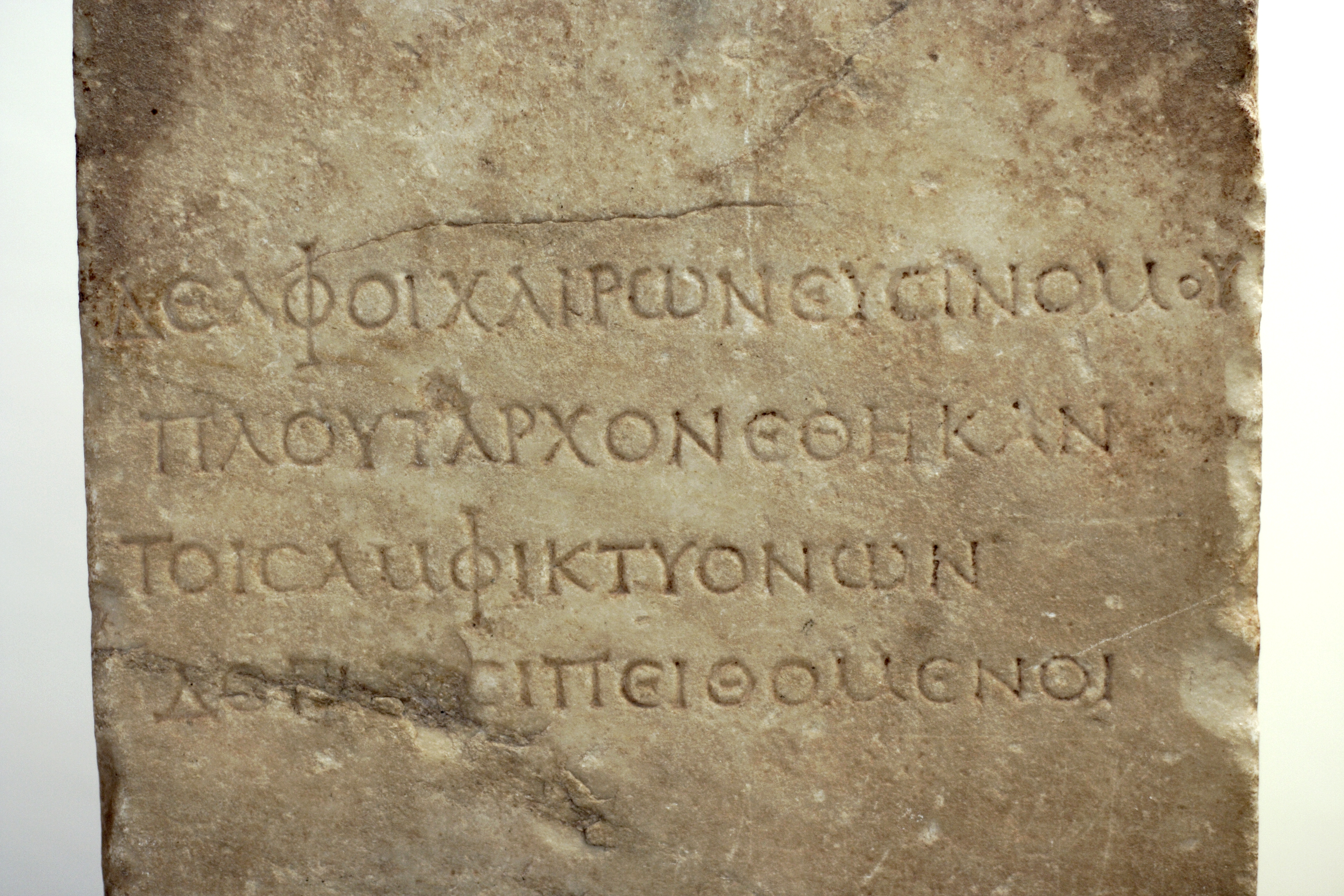
Надпись на обнаруженной в 1877 году стеле (постаменте статуи), установленной дельфийцами и херонейцами в честь Плутарха (вторая строка: ΠΛΟΥΤΑΡΧΟΝ [Ploutarchon]). Археологический музей в Дельфах

Плутарх владел латинским языком, но, по собственному признанию, начал читать книги на этом языке только в зрелом возрасте. Он признавался, что ему не хватало языковой практики во время поездок по Италии. В результате распространена точка зрения о посредственном владении латинским языком. Впрочем, существуют и альтернативные мнения по данному вопросу. Так, отмечается, что извинение перед читателями о недостаточном владении латинским языком может быть вежливым самоуничижением и не отражать реального уровня языковых навыков. Проанализировав особенности использования фрагментов Гая Саллюстия Криспа в «Сравнительных жизнеописаниях», Мария Тереза Шеттино пришла к выводу о достаточном («далёком от поверхностного») уровне владения латинским языком, который позволил Плутарху корректно интерпретировать этические идеи римского автора и адекватно передать содержание его работ на древнегреческом языке.
Последние годы жизни Плутарха известны только по ненадёжным поздним источникам. В краткой статье в византийской энциклопедии «Су́да» сообщалось, что Траян облёк его консульским достоинством (ornamenta consularia) и даровал ему некий аналог права вето в отношении всех действий наместника Иллирика. Евсевий Кесарийский добавляет, что в 119 году Плутарх стал «прокуратором» Ахайи (Греции). Несмотря на возможные неточности в этих сообщениях, они считаются отражающими значительные возможности, предоставленные Плутарху по вмешательству в управление Грецией римлянами, или некий неадминистративный надзор за провинцией. Отсутствие упоминаний об этих высоких почестях в сочинениях самого Плутарха может объясняться как более ранним написанием основных трактатов, так и большей важностью для него места в рамках традиционной греческой политики.
Умер Плутарх после 119 года, дату его смерти обычно относят к 120-м годам. По сообщению Артемидора, в конце жизни он был тяжело болен. Исследователи, сомневающиеся в точности сообщения Евсевия Кесарийского, датируют его смерть временем после прижизненной надписи на статуе в Дельфах, сделанной вскоре после 117 года, когда Адриан только пришёл к власти. Плутарховед Кристофер Джонс предположил, что другая статуя в Дельфах, установленная в 125 году старшим жрецом Титом Флавием Аристотимом, наверняка указывает на смерть Плутарха (прежнего старшего жреца) к этому времени. Аргументация Джонса принимается в современной историографии.
Примерно в 70 году Плутарх женился на Тимоксене; у них родилось пятеро детей, но трое из них, включая единственную дочь, умерли в детстве. Его родственник (племянник или внук) Секст Херонейский был одним из наставников будущего императора Марка Аврелия.

## Творчество
Сочинения Плутарха делят на две группы — биографические и философско-публицистические работы. На рубеже XIII и XIV веков византийский учёный Максим Плануд, собравший разрозненные рукописи его трудов, условно разделил сочинения греческого автора на «Жизнеописания» и «Моралии». Название «Моралии» прижилось, хотя оно считается неточным и не отражающим широты интересов Плутарха.
Плутарх написал около 80 отдельных сочинений (около 130, если считать каждую биографию за отдельную работу), подлинность ещё нескольких работ сомнительна. При этом сохранился позднеантичный перечень сочинений Плутарха — каталог Ламприя, состоящий из более чем 200 наименований объёмом около 300 книг-свитков. Он был составлен в III—IV веках в одной из античных библиотек. Объём утраченных сочинений оценивается более чем в половину или почти в две трети от их общего первоначального объёма.
Большинство сочинений Плутарх написал в зрелом возрасте и в старости, но их точная датировка неясна. Несколько работ относят к числу ранних опытов греческого автора на основании стилистических особенностей или заложенных идей, но уверенная датировка большинства сочинений невозможна. Главным хронологическим ориентиром служит смерть императора Домициана в 96 году: в период его репрессивного правления авторы, включая, вероятно, Плутарха, предпочитали не публиковаться. Кристофер Джонс отнёс к периоду до 96 года «Утешение к жене» и небольшой цикл биографий императоров, от которого сохранилось две биографии. После 96 года он написал свои основные произведения — «Сравнительные жизнеописания» и по меньшей мере 15 сочинений, входящих в «Моралии» (см. также подраздел «Хронология» ниже). К наиболее поздним сочинениям Джонс относит «Следует ли старику участвовать в государственных делах?» (после 110 года), «Об Исиде и Осирисе» и «О доблести женской» (примерно 115 год), «О преуспевших в добродетели» (не позднее 116 года).

### «Моралии»
«Моралии» (др.-греч. Ἠθικά [Ēthiká], лат. Moralia) — условное обозначение нескольких десятков работ, охватывающих широкий круг вопросов — философию, педагогику, политику, гигиену, психологию животных, литературу, риторику. В «Моралии» традиционно включают 78 сочинений. Авторство некоторых из них впоследствии было подвергнуто сомнению. Неизвестных авторов сочинений, ошибочно приписывавшихся Плутарху, условно называют Псевдо-Плутархом. В XIX—XX веках мнения о принадлежности некоторых сочинений Плутарху неоднократно менялись. Так, во время составления Энциклопедического словаря Брокгауза и Ефрона считалась доказанной подложность «Пира семи мудрецов», но в настоящее время доминирует противоположная точка зрения. Часто считается ошибочной точка зрения о написании Плутархом трактата «О воспитании детей», хотя идеи трактата перекликаются с педагогической концепцией греческого автора. К числу псевдо-Плутарховских сочинений в настоящее время обычно относят и трактат «О музыке».

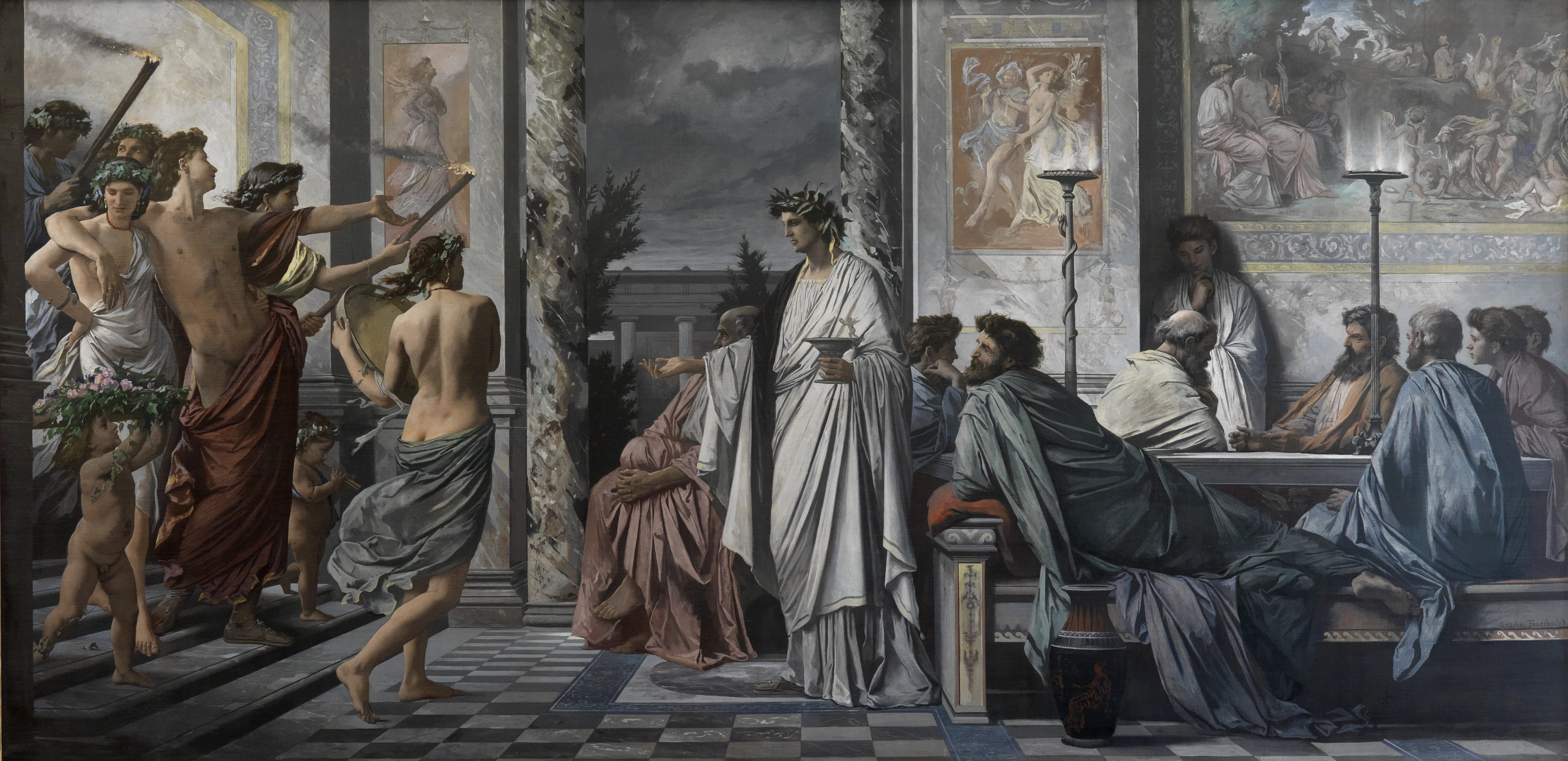
Ансельм Фейербах. «Пир Платона» (1869). Кунстхалле, Карлсруэ. «Застольные беседы» Плутарха передают атмосферу застолий образованной греко-римской элиты I — начала II века н. э. с философским обсуждением различных проблем

Крупным сочинением, входящим в «Моралии», являются «Застольные беседы» (др.-греч. Συμποσιακὰ προβλήματα [Symposiaká problḗmata], буквально — «Симпосийные проблемы/вопросы») в девяти книгах. Судя по предисловию, адресованному Созию Сенециону, это сочинение основано на реальных встречах в разное время. Историчность «Застольных бесед» подвергалась сомнению в начале XX века, выскзывались и мнения в поддержку стенографической записи реальных бесед, но позднее распространилась точка зрения о том, что описанные Плутархом беседы не были полностью вымышленными, хотя и содержали элементы переработки. Застолья с участием Аммония и деда Плутарха Ламприя относят к молодым годам автора, а застолье на свадьбе его сына Автобула происходило значительно позднее. Сочинение было написано между 99 и 116 годами. Оно состоит из 95 разделов, каждый из которых посвящён рассмотрению одного вопроса. Затрагиваемая проблематика в «Застольных беседах» делится на две группы — относящиеся к этическим аспектам организации застолий и прочие вопросы, спонтанно обсуждавшиеся во время встречи (в переводе Якова Боровского — «застольственные» и «застольные» вопросы соответственно). Присутствующие, дискутируя по вопросам организации застолья (например, должен ли хозяин указывать место на обеде и нужно ли подавать отдельную порцию каждому гостю), переходят к этическим проблемам, проистекающим из первоначальной темы беседы, и к отвлечённым философским вопросам (например, проблеме курицы и яйца). Собравшиеся обсуждают литературу, философию, науку, общество и этикет. Не всегда поставленный в начале раздела вопрос получает однозначный ответ, а непоследовательность дискуссии заставляет говорить о её беспорядочности, которая, возможно, была тщательно спланирована автором. Отмечаются отдельные черты сходства «Застольных бесед» с несколькими сочинениями греческих философов с обсуждением вопросов застолья, с диалогами Платона, а также с «Воспоминаниями о Сократе» Ксенофонта и с распространёнными в эпоху ранней Римской империи сборниками слабо упорядоченных заметок на разные темы, однако сочинение Плутарха не только оригинально по содержанию, но и является новаторским для своего времени в жанровом отношении. В результате «Застольные беседы» считаются важным памятником культуры учёных бесед в ранней Римской империи. Сочинение также считается важным для изучения биографии автора.
Проблемно-ориентированный подход «Застольных бесед» позволяет объединить их с «Греческими вопросами», «Римскими вопросами», «Естественнонаучными вопросами» и «Платоновскими вопросами» в условную группу сочинений (лат. Quaestiones), из которых лишь «Застольные беседы» подверглись тщательной литературной обработке. Так, «Греческие вопросы» и «Римские вопросы» отличает тезисный характер ответов на поставленные вопросы. В последних двух сочинениях прослеживается ярко выраженный антикварный характер. Помимо «Застольных бесед», Плутарх написал «Пир семи мудрецов» (др.-греч. Συμπόσιον τῶν ἑπτὰ σοφῶν [Sympósion tōn heptá sophṓn]; вымышленная беседа семи мудрецов, живших в VI веке до н. э.) — сочинение, по некоторым особенностям близкое к похожим работам Платона и Ксенофонта, но также имеющее черты сходства с более поздними вымышленными диалогами Лукиана Самосатского.
Плутарх нередко высказывался по различным вопросам, связанным с религией. Помимо семи сочинений, в которых религиозные вопросы являются центральной темой («О суеверии», «Об Исиде и Осирисе», «Об „Е“ в Дельфах», «О том, что Пифия более не прорицает стихами», «Об упадке оракулов», «Почему божество медлит с воздаянием», «О демоне Сократа»), греческий автор неоднократно рассматривал различные связанные с религией проблемы, как в «Моралиях», так и в «Сравнительных жизнеописаниях».
Особняком в творчестве Плутарха стоят около 25 адресованных широкой публике работ в непростом для классификации жанре, который различными исследователями характеризуется как практическая этика или популярная философия, а часть из них немецкий филолог Хайнц-Герд Ингенкамп рассматривает как психотерапевтические. Впрочем, выделение этих сочинений в отдельную группу не является общепризнанным: например, Александр Болдырев в статье о Плутархе в «Истории греческой литературы» не стал выделять эти работы в отдельную группу. Сохранившиеся произведения этой группы рассматривают широкий круг вопросов: от советов новобрачным («Наставление супругам») и утешения людям в трудной ситуации («Слово утешения к жене») до практического применения риторики («О том, как похвалить себя, не возбуждая зависти») и медико-гигиенических советов («Наставления о сохранении здоровья»). Бельгийская исследовательница Ливе ван Хоф отмечает жанровую и нишевую близость этих публицистический сочинений к современной бульварной литературе о саморазвитии, медитации, духовном здоровье, йоге, психотерапии и с советами знаменитостей. Отмечается близость этих сочинений жанру философских диатриб. Допускается, что именно эти популярно-публицистические сочинения сделали имя Плутарху.

### Биографические сочинения
Биографические сочинения Плутарха делятся на три группы — наиболее известные «Сравнительные жизнеописания» (др.-греч. Βίοι παράλληλοι [Bíoi parállēloi]), в которых крупные фигуры древнегреческой истории сопоставляются с великими римлянами, цикл биографий первых римских императоров (условное название — «Жизнеописания цезарей») и отдельные биографии, не входящие в какие-либо циклы (см. раздел «Прочие биографические сочинения»). Сохранилось 22 пары «Сравнительных жизнеописаний», включая одну «тетраду» — сравнение греков Агида и Клеомена с римлянами братьями Гракхами, — всего 46 биографий. От «Жизнеописания цезарей» и отдельных биографий сохранились по две работы (биографии Гальбы, Отона, Арата Сикионского и Артаксеркса II). Общее количество сохранившихся биографий составляет 50.

#### «Сравнительные жизнеописания»
«Сравнительные жизнеописания» — крупный античный сборник биографий и ценный исторический источник, значение которого очень велико из-за фрагментарной сохранности многих его первоисточников. Каждая парная биография «Сравнительных жизнеописаний» состоит из пролога, биографий греческого и римского персонажей, а также их сравнения, хотя прологи и сравнения составлялись или сохранились не для всех пар биографий.
| Грек                  | Римлянин                       | Пролог       | Сравнение |
| --------------------- | ------------------------------ | ------------ | --------- |
| Тесей                 | Ромул                          | зелёная ✓    | зелёная ✓ |
| Ликург                | Нума Помпилий                  | ❌           | зелёная ✓ |
| Солон                 | Публий Валерий Попликола       | ❌           | зелёная ✓ |
| Фемистокл             | Марк Фурий Камилл              | [ комм. 11 ] | ❌        |
| Перикл                | Квинт Фабий Максим Веррукоз    | зелёная ✓    | зелёная ✓ |
| Алкивиад              | Гней Марций Кориолан           | ❌           | зелёная ✓ |
| Тимолеонт             | Луций Эмилий Павел Македонский | зелёная ✓    | зелёная ✓ |
| Пелопид               | Марк Клавдий Марцелл           | зелёная ✓    | зелёная ✓ |
| Аристид               | Марк Порций Катон Старший      | ❌           | зелёная ✓ |
| Филопемен             | Тит Квинкций Фламинин          | ❌           | зелёная ✓ |
| Пирр                  | Гай Марий                      | ❌           | ❌        |
| Лисандр               | Луций Корнелий Сулла           | ❌           | зелёная ✓ |
| Кимон                 | Луций Лициний Лукулл           | зелёная ✓    | зелёная ✓ |
| Никий                 | Марк Лициний Красс             | зелёная ✓    | зелёная ✓ |
| Эвмен                 | Квинт Серторий                 | зелёная ✓    | зелёная ✓ |
| Агесилай II           | Гней Помпей Великий            | ❌           | зелёная ✓ |
| Александр Македонский | Гай Юлий Цезарь                | зелёная ✓    | ❌        |
| Фокион                | Марк Порций Катон Младший      | зелёная ✓    | ❌        |
| Агис IV и Клеомен III | Братья Гракхи: Тиберий и Гай   | зелёная ✓    | зелёная ✓ |
| Демосфен              | Марк Туллий Цицерон            | зелёная ✓    | зелёная ✓ |
| Деметрий I Полиоркет  | Марк Антоний                   | зелёная ✓    | зелёная ✓ |
| Дион Сиракузский      | Марк Юний Брут                 | зелёная ✓    | зелёная ✓ |

«Сравнительные жизнеописания» сохранились почти целиком. Помимо дошедших до наших дней 22 пар (включая одну тетраду), Плутарх написал парную биографию Эпаминонда и Сципиона Эмилиана, которые не сохранились. Общее количество персонажей данного цикла, таким образом, изначально составляло 48. Традиционно считается, что биографии с самого начала публиковались парами, однако находки папирусных свитков с фрагментами «Сравнительных жизнеописаний» поставили эту теорию под сомнение (см. раздел «Рукописи»). Встречаются (в том числе в «Моралиях») и ссылки на несохранившиеся биографии. Допускается, что некоторые из упомянутых Плутархом работ могли быть запланированы, но не написаны, или написаны, но утеряны до составления каталога Ламприя. Примером ненаписанных работ считаются биография спартанского царя Леонида, которую, по словам Плутарха, он надеялся написать. Озвученное в биографии Гая Мария желание написать биографию Метелла Нумидийского, вероятно, осталось невыполненным из-за смерти автора.

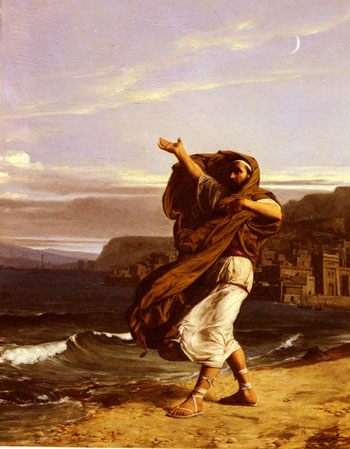
Жан-Жюль Антуан Леконт дю Нуи. «Демосфен учится ораторскому мастерству» (1870 год). Картина изображает эпизод биографии Демосфена, описанный Плутархом: «Неясный, шепелявый выговор он одолевал, вкладывая в рот камешки и так читая на память отрывки из поэтов, голос укреплял бегом, разговором на крутых подъёмах и тем, что, не переводя дыхания, произносил несколько стихов или какие-нибудь длинные фразы»

Большинство избранных Плутархом греков представляют классический период греческой истории с близкими по духу деятелями более позднего времени. Акцент сделан на биографиях политиков и военных; в этом же контексте рассматриваются многосторонние Демосфен и Цицерон. Отмечается также отсутствие деятелей искусства и философии, а также отказ от включения в канон Филиппа II Македонского — популярного героя эллинистических биографий.
Жанровая специфика
Несмотря на распространённое в настоящее время восприятие «Сравнительных жизнеописаний» как образцовых античных биографий, в глазах современников сочинение Плутарха не вполне вписывалось в каноны этого довольно молодого жанра. В греческой литературе в эллинистическую эпоху сложилось два типа биографий:
- гипомнематическая (перипатетическая) биография справочного типа с возможно более полным перечислением особенностей происхождения, характера, телосложения, здоровья, привычек, вкусов, обстоятельств смерти, обычно — по рубрикам и с приложением изречений и анекдотов из жизни персонажа[111];
- риторическая биография — похвала (энкомий) или поношение (псогос) со строгим отбором материалов для соответствия задуманной эмоциональной окраске и поддержанием интонации на одном уровне[112].

«Сравнительные жизнеописания» не принадлежали ни к одному из двух типов биографий. Плутарх критикует тщательный сбор биографических подробностей в гипомнематических биографиях и не разделяет открытую предвзятость риторических биографий. Он не скрывает отдельных недостатков идеализируемых персонажей и не демонизирует отрицательных персонажей — Деметрия и Антония, используя поводы, чтобы похвалить их по частным вопросам. Чужда ему и установка риторических биографий на одинаковую интонацию, вместо которой автор свободно чередует нейтральные и драматичные эпизоды. Допускается, что Плутарх мог перенести в биографический жанр некоторые установки философских диалогов и диатриб. Влияние частично сохранившегося сборника биографий Корнелия Непота на Плутарха оценивается как потенциально значительное в отборе персонажей, но подчёркиваются и важные инновации Плутарха.
Плутарх однозначно дистанцировался и от историографического жанра. Его взгляды на различия между биографией и историографией иллюстрирует программное заявление в прологе к биографии Александра Македонского:
Мы пишем не историю, а жизнеописания, и не всегда в самых славных деяниях бывает видна добродетель или порочность, но часто какой-нибудь ничтожный поступок, слово или шутка лучше обнаруживают характер человека, чем битвы, в которых гибнут десятки тысяч, руководство огромными армиями и осады городов.
Другое значимое указание Плутарха на проводимые им различия между историографией и биографией обнаруживают в его трактате «О злокозненности Геродота», в котором автор критиковал «отца истории» за недостаточное внимание к благородным деяниям и высказываниям.
Биографический характер «Сравнительных жизнеописаний» считается важным для понимания целей и задач сочинения. В целом Плутарх рассматривает биографии как способ самосовершенствования. Моральная нацеленность сборника доминировала над второстепенными задачами — информационной, эстетической и другими. Биографии рассматривались в рамках педагогической концепции Плутарха, как практическая иллюстрация моральных принципов и способ передачи опыта, причём не только положительных примеров для подражания, но и отрицательных (Антоний, Деметрий, Алкивиад, Кориолан) — для избегания. Поскольку «Сравнительные жизнеописания» носили биографический, а не исторический характер, автор нередко намеренно опускал многие важные в историческом отношении факты, которые не имели большого значения для решения дидактических задач и раскрытия личности персонажа; развёрнутое пояснение своей позиции он дал в прологе к биографии Никия. Результатом биографического подхода стало и то, что Плутарх в биографиях уделяет большое внимание «мелким фактам» — личной жизни, привычкам, анекдотическим ситуациям, считая их более важными для лучшей характеристики описываемого персонажа. Поэтому встречаются и отступления от хронологической последовательности изложения. Отсутствие рубрикации и строгой хронологии не делает изложение беспорядочным: в последовательности изложения эпизодов биографий прослеживаются закономерности.
Попытки рассмотрения «Сравнительных жизнеописаний» как цикла сочинений с глобальной идеологической направленностью — например, как примирение побеждённых греков с победившими римлянами или как включение древнеримской истории в рамки греческой истории — не пользуются поддержкой исследователей, и подобное измерение считается малозначимым на фоне педагогических целей Плутарха. Другой из целей цикла — возможно, вспомогательных — могло быть создание подборки примеров исторических деяний (лат. exempla) для общественно-политических деятелей.
Хронология
«…если кто, удивившись роскоши Капитолия, увидел бы во дворце Домициана один только портик, или базилику, или бани, или покои наложниц, тот <…> не мог бы не обратиться к Домициану с такими приблизительно словами: „Ты и не благочестив и даже не щедр — ты просто болен. Ты радуешься, проматывая деньги на бесконечные постройки, и, точно пресловутый Мидас, хочешь, чтобы всё у тебя было из камня и золота“».
Реконструкция абсолютной и относительной хронологии написания биографий сборника проблематична. В «Сравнительных жизнеописаниях» неоднократно размещаются перекрёстные ссылки на другие, ранее написанные биографии этого цикла, однако зачастую они противоречат друг другу. В попытке разрешить данную проблему в 1907 году Йоханнес Мевальдт предположил, что по меньшей мере часть биографий издавалась небольшими группами. Несмотря на критику отдельных положений теории Мевальдта, она в целом была принята исследователями. Так, основываясь на выводах Мевальдта и внутренних особенностях биографий, Кристофер Пеллинг отстаивает позицию об одновременном написании биографий шести деятелей поздней Римской республики — Красса, Помпея, Цезаря, Катона Младшего, Брута и Марка Антония, что поддерживается современными исследователями.
Для некоторых биографий может быть установлена относительная хронология в отношении других жизнеописаний. Так, первой парой биографий считается несохранившаяся пара Эпаминонд—Сципион, а благодаря прямым указаниям Плутарха известно, что пара Демосфен—Цицерон была пятой, Перикл — Фабий Максим — десятой, Дион—Брут — двенадцатой. В ряде биографий имеются указания на абсолютную хронологию публикации работ: в частности, в биографии Нумы упоминается смерть Домициана, а характер упоминаний этого императора в биографиях Публиколы (см. врезку) и Эмилия Павла указывает на написание работ после его смерти. Обнаруживается и несколько других указаний, позволяющих датировать отдельные биографии между 96 и серединой 110-х годов с различной степенью уверенности.
Источники
Вопрос об источниках «Сравнительных жизнеописаний» был предметом изучения множества антиковедов. Поскольку биографии были посвящены деятелям различных исторических периодов, Плутарх использовал множество трудов различных авторов. Общее количество цитированных авторов в «Сравнительных жизнеописаниях» оценивается в 135, большинство из которых — греки. По античной традиции, писатели далеко не всегда указывали источники информации и часто ограничивались простым упоминанием имени создателя первоисточника. Плутарх не был исключением, и особенности его ссылок и цитат не всегда дают ясное представление о характере знакомства с цитированными сочинениями. В связи с неполной сохранностью работ его предшественников зачастую невозможно установить, читал ли он их или ограничился знакомством в изложении другого писателя. Среди исследователей XIX — начала XX века бытовал взгляд о написании биографий с опорой на единственный источник (нем. Einquellentheorie), откуда, как предполагалось, греческий автор заимствовал даже цитаты. Более тщательное изучение источников Плутарха заставило полностью отказаться от этой теории, и уже к 1980-м годам её отвергли.

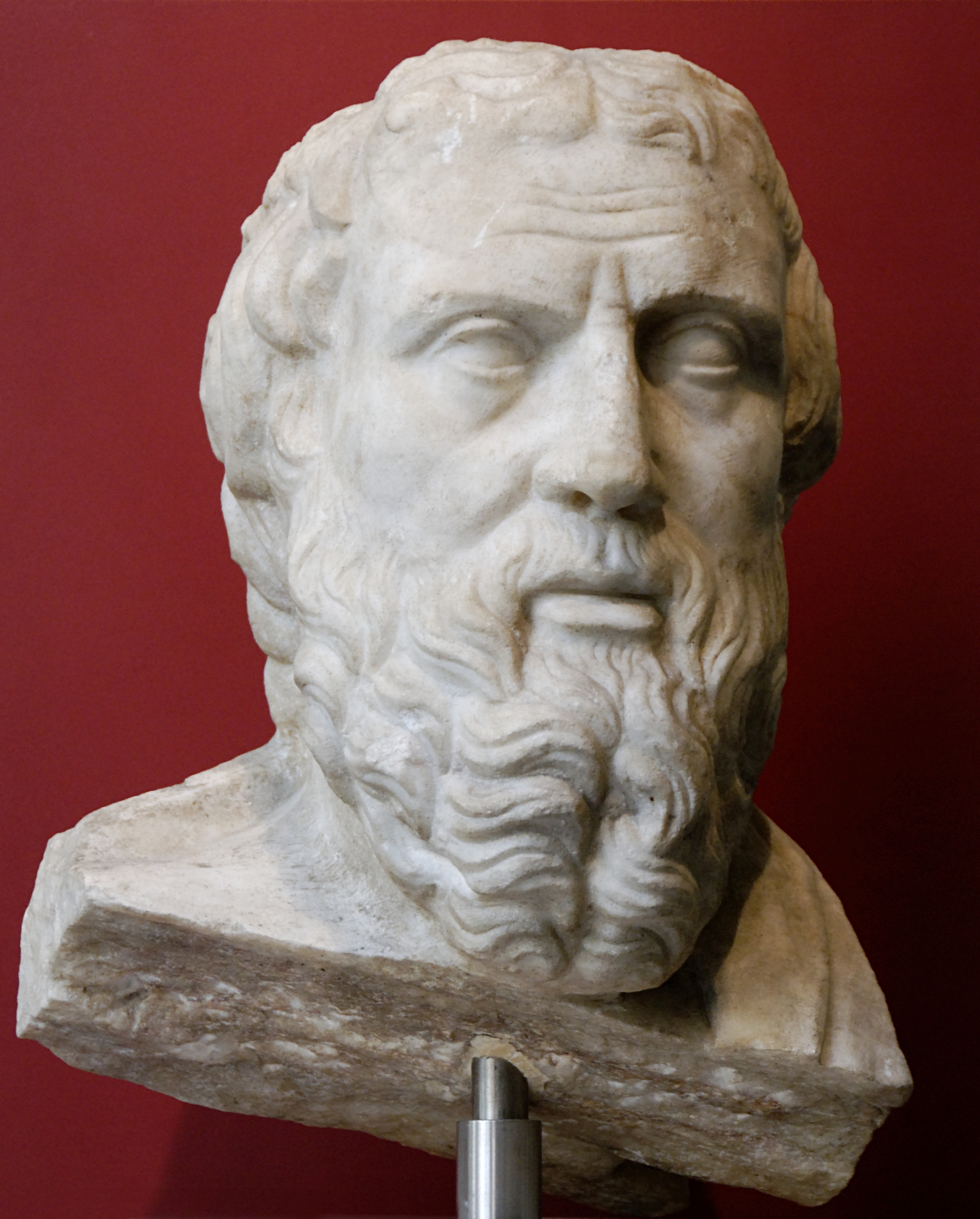
Древнегреческий историк Геродот. Римская копия греческого бюста. Палаццо Массимо-алле-Терме, Национальный музей Рима. Плутарх активно черпал информацию из «Истории» Геродота, но посвятил отдельное сочинение его критике

Основными источниками греческих биографий Плутарха были труды авторов-аттидографов (преимущественно в биографиях древнейших персонажей), а также следующие авторы: Геродот (Плутарх ссылается на него всего 6 раз, но исследователи насчитывают около полусотни фрагментов в биографиях Солона, Фемистокла и Аристида, изложенных именно по Геродоту), Фаний Лесбосский (5 ссылок в Фемистокле, 2 в других биографиях), Стесимброт Фасосский (12 ссылок в биографиях Фемистокла, Кимона и Перикла), Фукидид (29 ссылок, в основном в биографиях афинян), Ксенофонт (18 ссылок, преимущественно в биографиях спартанцев), ученики Исократа Эфор Кимский и Феопомп Хиосский с множеством ссылок, Гермипп из Смирны (4 цитаты в биографии Демосфена), Ктесий Книдский и Динон Колофонский (оба — важные источники данных о Персии, особенно в отдельной биографии Артаксеркса), Филист Сиракузский и Тимей из Тавромения (оба — источники сведений о сицилийских персонажах и о сицилийской экспедиции Никия), группа историков Александра Македонского (Аристобул, Каллисфен, Харес, Онесикрит, Неарх, «Эфемериды»), Дурид Самосский, Филарх, Иероним Кардийский (все три — источники сведений об эллинистической эпохе), Полибий (источник сведений по истории эллинизма и греко-римских отношений), Аристотель (возможно, не напрямую, а через Дидима). Из первоисточников особо выделяются спартанские документы, поэмы Солона, речи Демосфена, письма Александра и другие. Плутарх основательно подошёл к выбору источников, и в биографиях греческих персонажей он цитировал семь из восьми авторов, включённых в классический александрийский канон греческих историков. В биографии Демосфена Плутарх ссылается на 18 разных историков и ораторов, в биографии Ликурга — на 16.
Основными источниками римских биографий были, помимо упомянутого Полибия, труды Посидония Апамейского (12 ссылок), Дионисия Галикарнасского (в «Сравнительных жизнеописаниях» — четыре ссылки на его труд, включая отнесённого к грекам Пирра, однако несколько десятков фрагментов в биографиях Нумы, Публиколы, Кориолана и Камилла, вероятно, почерпнуты именно из Дионисия), Юбы II Мавретанского (шесть ссылок на Юбу как историка и ещё три — на Юбу как персонажа), Тита Ливия (14 ссылок, хотя допускается, что Плутарх использовал и материал из несохранившихся книг его «Истории»). Для описания некоторых событий, вероятно, использовались Гай Саллюстий Крисп и Гай Азиний Поллион. Особняком стоят первоисточники — различные автобиографические сочинения римских деятелей, среди которых выделяются «Мемуары» Суллы (12 ссылок) и сочинения Гая Семпрония Гракха.
Методы работы Плутарха с источниками определялись необходимостью раскрытия личности героев, а не чисто историческими задачами. В историографии часто осуждается некритическое отношение автора к использованным источникам. Вместе с тем он очень далёк и от механического воспроизведения источников. Даже в случаях, когда он вынужденно опирается на единственный источник, его повествование зачастую сильно отличается от исходного текста, что вызвано обработкой материала — в частности, сокращением малозначимых и расширением важных фрагментов, а также их перестановкой. Иногда Плутарх показывает эрудицию и мастерство, анализируя противоречивые сообщения: например, сочинения Гая Семпрония Гракха и антигракханские сообщения Гая Фанния, «Мемуары» Суллы (противника Гая Мария) и сочинение неизвестного автора, сочувствовавшего Марию. Плутарх не боялся указать на существование альтернативной точки зрения по какому-либо вопросу и нередко дополнял повествование деталями, важными для раскрытия личности персонажа. Отмечается, что методы работы греческого автора с источниками отражают интерес к исследовательской деятельности, что связывается с хорошим знанием греческой философии, уделявшей большое внимание теории познания и определению истины. Предполагается, что обилие цитированных источников связано с написанием им заметок при чтении (др.-греч. ὑπομνήματα [hypomnḗmata]): временные — на восковых табличках, длительные — на папирусных свитках по темам), которые впоследствии использовались для написания различных работ. Подобные заметки могли вестись Плутархом много лет, поскольку некоторые факты, упоминаемые в ранних произведениях, впоследствии использовались им в биографиях. Уже в первых биографиях греческий автор не ограничивался механическим объединением выписок из разных источников. В дальнейшем при использовании одной заметки из записных книжек в нескольких биографиях он адаптировал материал, вписывая его в контекст повествования и обращая внимание читателя на различные детали, важные для понимания персонажа. Кристофер Пеллинг подчёркивает, что, поскольку у Плутарха не было заранее сделанных записных книжек по латинским сочинениям, его методы работы с источниками для написания биографий римлян несколько отличались от работы с источниками для биографий греков. Пеллинг подчёркивает, что в греческих биографиях круг источников чрезвычайно широк и отражает кругозор начитанного Плутарха (от поэзии и драмы до исторических и философских трудов), а не столь близкое знакомство с латинской культурой особенно ярко отразилось на отсутствии отсылок к поэзии — в частности, на Энния, Катулла, Вергилия. Подчёркивается, что Плутарх не без иронии относился к своим попыткам реконструкции биографий полулегендарных героев.
Прологи и сравнения
13 из 22 пар биографий начинаются краткими прологами (др.-греч. προοίμιον [proóimion]), относящимися ко всей паре биографий, а не к первому герою; допускается, что в паре Фемистокл—Камилл, начало которой повреждено, также мог быть пролог. Остальные биографии пролога не имеют. Выделяются две основные части прологов — общая и специальная. В общей части Плутарх обычно комментирует цели и жанровую специфику биографий, размышляет на этические темы, в специальной (как правило, более краткой) части — указывается причина выбора персонажей для сравнения, отмечаются их сходства и даются комментарии, задающие тон всей паре биографий.
18 из 22 пар биографий завершаются сравнениями (др.-греч. σύγκρισις [sýnkrisis]) описанных героев с указанием различий и, в меньшей степени, сходств между ними. Сравнения, как правило, длиннее прологов. Долгое время сравнения пар биографий рассматривались как сугубо вспомогательные элементы, пока в 1956 году Гартмут Эрбсе не предложил альтернативный взгляд на сравнения, отстаивая точку зрения об их важности для выявления тематики, использовавшейся Плутархом для отбора материалов в биографиях. Идеи Эрбсе в 1972 году развил Дональд Расселл, который, соглашаясь с невысокими эстетическими достоинствами и низкой информативностью сравнений, признавал их важнейшим элементом сравнительно-биографической концепции греческого автора. Допускается, что Плутарх мог подробнее описать своё видение целей и задач сравнений в несохранившейся первой паре биографий. Греческий автор применял сравнительный подход и в других произведениях — например, в сочинении «О доблестях женщин» он проводил параллели между достоинствами великих гречанок и римлянок с мужчинами.

#### Прочие биографические сочинения
«Жизнеописания цезарей»
В каталоге Ламприя упоминаются восемь написанных Плутархом биографий первых римских императоров от Октавиана Августа до Вителлия, из которых сохранились только биографии Гальбы и Отона. Предполагается, что эти сочинения были написаны как часть единого проекта, в определённой степени близкого «Сравнительным жизнеописаниям» и предшествовавшего им хронологически. Этот цикл условно называют «Жизнеописаниями (Жизнями) цезарей», их оригинальное название неизвестно. Между двумя сборниками биографий Плутарха есть существенные различия. Так, биографии Гальбы и Отона построены по иному композиционному принципу, нежели «Сравнительные жизнеописания»: повествование в них в меньшей степени человеко-ориентированное, а сами они представляют скорее фрагменты непрерывной истории императорской власти, хотя обнаруживаются и отдельные элементы сопоставления. Возможно, «Жизнеописания цезарей» предназначались для последовательного прочтения, подобно тому, как «Сравнительные жизнеописания» задумывались для чтения попарного. В силу своих особенностей «Жизнеописания цезарей» считаются более близкими к историографическому жанру, нежели «Сравнительные жизнеописания».
Дата написания «Жизнеописаний цезарей» неясна. С 1901 года, когда немецкий филолог Фридрих Лео счёл особенности этих биографий признаком недостатка опыта Плутарха, «Жизнеописания цезарей» считаются более ранней серией биографий, нежели «Сравнительные жизнеописания». По разным версиям, сборник был написан в правление Веспасиана (70-е годы) или в правление Нервы или даже Траяна (97—100 годы), но среди исследователей сложился консенсус о том, что написание биографий императоров предшествовало составлению парных биографий.
Отмечается близость «Жизнеописаний цезарей» к «Жизни двенадцати цезарей» римского писателя Гая Светония Транквилла, в том числе и в описании отдельных событий, что заставляет предполагать использование общих источников или даже прямое использование Плутарха. Плутарха отличает от Светония отказ включать в подборку императоров биографию Гая Юлия Цезаря. Отмечается отчётливое сходство содержания некоторых фрагментов биографий Гальбы и Отона с «Историей» Тацита, что наверняка объясняется использованием ими одного общего источника, а использование одним автором другого считается менее вероятным. Некоторые фрагменты «Сравнительных жизнеописаний» в биографиях Цицерона, Брута и Марка Антония, а также «Изречения царей и полководцев», возможно, близки к содержанию несохранившейся биографии Октавиана Августа. Допускается, что с «Жизнеописаниями цезарей» мог быть знаком Иосиф Флавий: он однажды упомянул, что о событиях 68—69 годов писали многие греческие и римские авторы.
Отдельные биографии
Помимо «Сравнительных жизнеописаний» и «Жизнеописаний цезарей», Плутарх написал ряд отдельных биографий, отнесение которых к какому-либо ясно очерченному циклу затруднительно; особо выделяются лишь несколько биографий знаменитых беотийцев — земляков Плутарха. Сохранились лишь биографии Арата Сикионского и Артаксеркса, а в каталоге Ламприя перечислены ещё восемь биографий — Сципиона Африканского, Геракла, Гесиода, Пиндара, Кратета, Даифанта, Аристомена, Арата (возможно, одноимённого поэта). Небольшие по объёму биографии Арата и Артаксеркса никак не связаны, кроме близости в алфавитном порядке, но в позднеантичную эпоху начали циркулировать вместе. Считается, что отдельные биографии Арата и Артаксеркса были написаны между двумя биографическими сериями, а остальные могли быть написаны ещё раньше, до «Жизнеописаний цезарей».

### Стилистические особенности сочинений
В стилистическом отношении сочинения Плутарха, особенно «Сравнительные жизнеописания», оцениваются неоднозначно. Сергей Соболевский оценил их как довольно небрежные и далёкие от лучших образцов древнегреческой литературы, а Филип Стэдтер признал Плутарха сознательным стилистом, использовавшим язык с заботой и утончённостью. В подборе слов он не обнаруживает единой стилистической тенденции, и отмечается значительная зависимость от стиля источников. По выражению Сергея Соболевского, «выбор слов у него похож на мозаику, собранную из выражений разных времён и жанров». Один из излюбленных приёмов Плутарха — дополнение слова синонимом с тем же значением; в переводах эта особенность часто опускается в связи с трудностями в передаче разницы между двумя терминами. Часто греческий автор прибегает к использованию метафор. Он следовал тенденциям развития древнегреческого языка в эллинистическую эпоху, используя слова не из классического лексикона, диалектизмы, глаголы с двойными приставками, поэтизмы и существительные с абстрактным или неопределённым значением (последнее часто затрудняет понимание текста). В русле изменений, происходивших в древнегреческом литературном языке, рассматривается и падение разнообразия используемых частиц: в биографии Перикла, например, в 70 % случаев используется одна из трёх частиц (др.-греч. δὲ, γάρ, οὖν [de, gar, oun]). Самый известный и яркий признак заботы Плутарха о стиле — регулярное избегание зияния гласных (хиатуса). Например, в биографии Перикла обнаруживаются всего два случая нарушения этого правила (за исключением частиц, артиклей и прочих вынужденных случаев невозможности избегания хиатуса). Нередко он применял такие риторические фигуры, как гипербатон и хиазм.
Предложения Плутарха отличаются длиной (зачастую — 10 и более печатных строк) и обилием вставных конструкций (иногда в одном предложении насчитывается более 10 глаголов в разных формах и 10 причастий). Эта особенность, а также ряд грамматических особенностей, делают предложения сложными для восприятия и требуют внимательного их чтения. Периоды в «Сравнительных жизнеописаниях» считаются тяжёлыми и часто прерываются вставками, хотя обнаруживаются явные предпочтения и антипатии, свидетельствующие, по мнению Филипа Стэдтера, об утончённости литературных вкусов автора. Нередко предложения Плутарха грамматически несогласованны. Сам Плутарх критиковал и излишнюю стилизацию исторических текстов, и моду на подражание классическим афинским литературным образцам (аттицизм): по его мнению, его современники-аттицисты часто обращали внимание только на форму, а не на содержание. В «Сравнительных жизнеописаниях» автор не маскирует своё присутствие и регулярно взаимодействует с читателем с помощью различных отступлений, замечаний от первого лица, афористических (гномических) высказываний, прерывающих основное повествование риторических обращений (апостро́ф), сравнений с похожими ситуациями, исторических анекдотов, цитат знаменитых людей и поэтов, сопоставлений, сравнений.
Несмотря на некоторые недочёты, отмечается большое композиционное мастерство Плутарха. Высоко оцениваются сделанные греческим автором описания, подчёркивается его умение сделать изложение интересным для читателя и удачно составлять рассказы о трагических ситуациях.

## Взгляды

### Философские взгляды
В настоящее время Плутарх считается самостоятельным философом, а распространённая ранее точка зрения о неоригинальности его философских идей отвергнута. Развенчано и мнение об эклектичности философских взглядов Плутарха.

#### Платонизм Плутарха

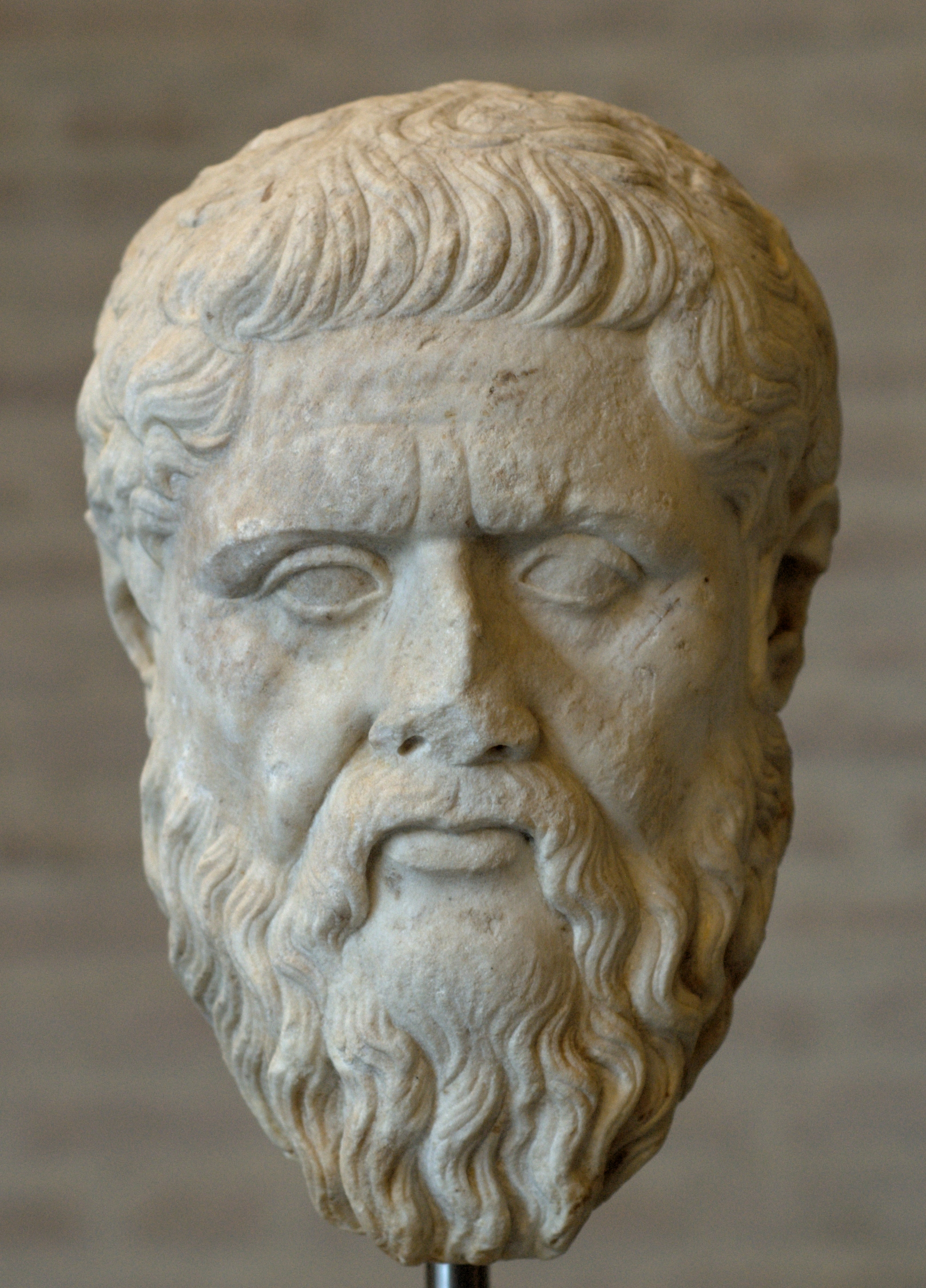
Платон. Римская копия греческой скульптуры. Глиптотека, Мюнхен. Философия Платона оказала решающее влияние на философские взгляды Плутарха

Благодаря философской подготовке в Афинах под руководством Аммония Плутарх воспринял платоновские идеи, и его единодушно относят к последователям платонизма, хотя высказываются и сомнения в ортодоксальности его взглядов. Особенности творчества Плутарха, ранее трактовавшиеся как проявления эклектизма, в настоящее время рассматриваются в качестве вспомогательного инструмента для иллюстрации платонических взглядов греческого автора.
Сочинения Плутарха демонстрируют хорошее знакомство с трактатами Платона, а наибольшее внимание он уделял диалогу «Тимей». При этом подчёркивается, что в основе его взглядов лежали не столько оригинальные трактаты Платона, сколько философия неоднородного среднего платонизма, в котором существовали как синкретическое течение, стремившееся вовлечь в платонический дискурс наработки других философских школ, так и догматическое направление, стремившееся вернуться назад к Платону. Влиятельными фигурами среднего платонизма в этот период были Антиох Аскалонский и Евдор Александрийский. Особо отмечается, что наставник Плутарха Аммоний, вероятно, был не вполне ортодоксальным платоником: согласно распространившейся в середине XX века гипотезе (Генрих Дёрри, Джон Диллон, Джон Уитакер), он мог испытывать сильное пифагорейское влияние. Плутарх не примкнул полностью ни к одному из названных течений, и его взгляды рассматриваются как попытка синтеза идей среднего платонизма и академического скептицизма с более новой догматической традицией. Трактаты, в которых Плутарх развёрнуто высказывался об истории платонических философских школ, утеряны. Не сохранились и известные по заголовкам сочинения о центральных космологических, онтологических и психологических вопросах платонизма. Акцент на этическую составляющую философии сближает Плутарха с Антиохом, однако повышенный интерес к метафизическим вопросам связывается с влиянием Евдора и платоников-неопифагорейцев (Модерата и других философов). Плутарх нередко использовал наработки прочих философских школ, которые согласовывались с фундаментальными платоническими положениями. Наличие откликов идей различных философских школ в его сочинениях связывают с принятием им философско-методологических установок современного ему платонизма, ориентированного на занятие срединной позиции между крайними учениями.

#### Плутарх и философские школы

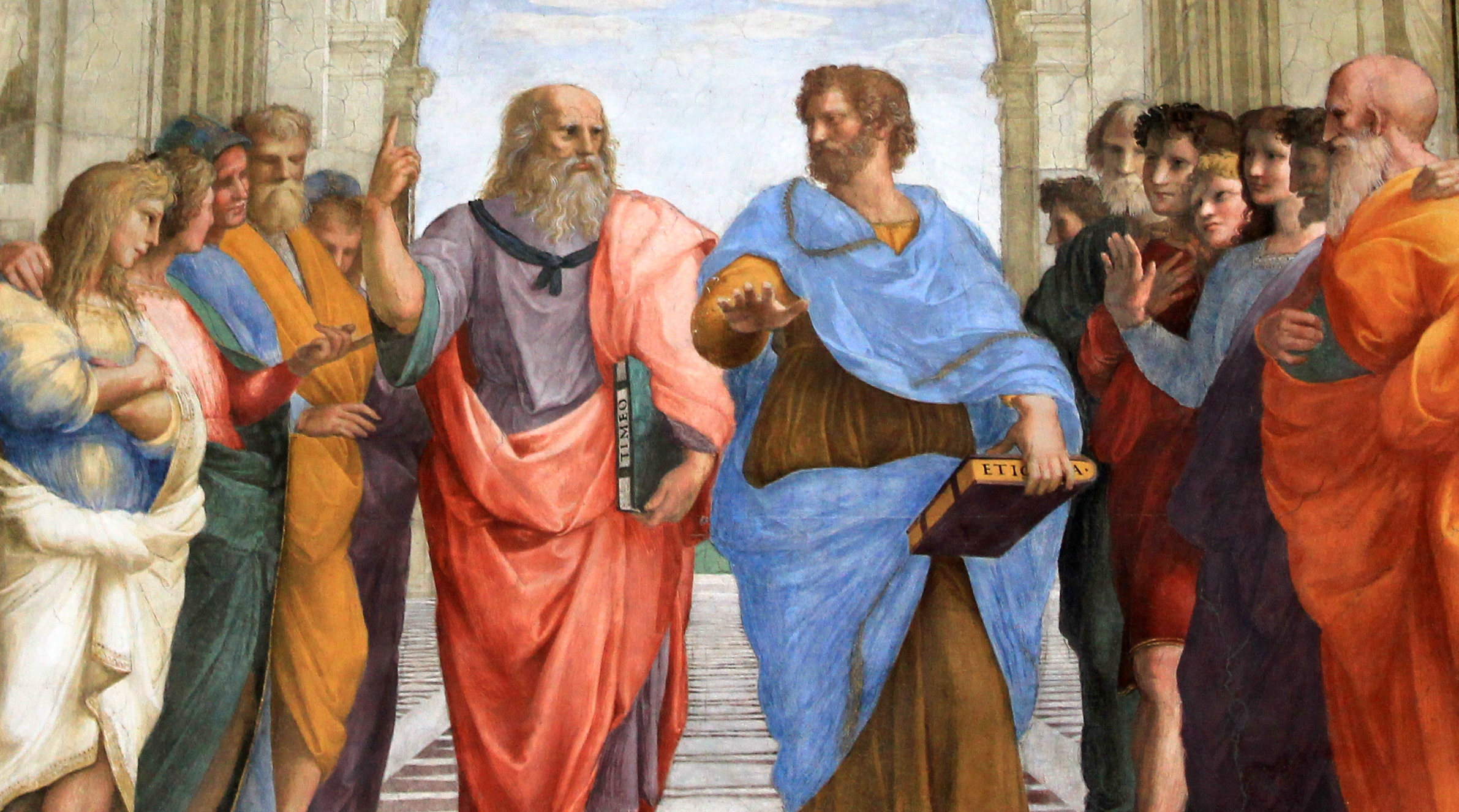
Фрагмент фрески Рафаэля «Афинская школа». В центре изображены Платон с трактатом «Тимей» (слева) и Аристотель с трактатом «Никомахова этика» (справа), Плутарх хорошо знал оба этих сочинения

Несмотря на близость Плутарха к среднему платонизму, уточнение его взглядов в некоторых случаях затруднительно. Так, по античной традиции, немало философских сочинений написаны в форме полемических диалогов, что затрудняет установление позиции самого автора. Кроме того, многие теоретики среднего платонизма стремились обогащать свою философию наработками иных философских школ. В результате в его взглядах иногда обнаруживают влияние неопифагорейской и перипатетической (аристотелевской) философских школ, которые были в моде в I веке н. э. В работах Плутарха содержится множество указаний на хорошее знакомство с учениями Пифагора, Аристотеля и их последователей. Наиболее значительное влияние перипатетической философии обнаруживается в этике и логике, хотя Плутарх считал логическую доктрину Аристотеля развитием Платона, а для учения средних платоников о логике в целом было характерно значительное влияние Аристотеля и его учеников-перипатетиков. В спорных случаях он отдавал приоритет Платону и критиковал Аристотеля за противоречия с ним.
В некоторых частных вопросах обнаруживается влияние пифагорейской традиции на Плутарха. Так, ирландский историк философии Джон Майлз Диллон считает результатом влияния пифагореизма такие идеи, как нумерология и вегетарианство. Кроме того, нередко связывают с пифагорейством происхождение космологического дуализма Плутарха, что, впрочем, не является общепринятым: допускается возможность заимствования центральных элементов данной доктрины из других источников — в частности, из Платона. Возможные отголоски пифагорейства выявляются и в этическом учении. Знакомство Плутарха с пифагорейством было весьма основательным, и иногда он показывает глубокое знание этого учения по частным вопросам. Несмотря на некоторые расхождения с пифагорейским учением, Плутарх чрезвычайно симпатизировал Пифагору как человеку и философу.
В XIX—XX веках широко распространилась точка зрения о близости Плутарха к стоицизму, что стало результатом хорошего знания греческим автором их философии, высокой оценки многих авторитетов данной школы и упоминаний о дружеских отношениях с отдельными последователями стоицизма. В XX веке роль стоицизма в формировании мировоззрения Плутарха была пересмотрена с учётом новых подходов в изучении истории античной философской мысли. Большой вклад в исследование отношения Плутарха к стоицизму внёс французский эллинист Даниэль Бабю, отстаивавший точку зрения о хорошем знании им стоической философии при одновременной серьёзной критике их позиций. Одним из направлений критики гипотезы о стоицизме Плутарха у Бабю стало обоснование интегрированности многих предположительно стоических элементов в платоновско-перипетатический дискурс. Объясняя довольно тёплое декларируемое отношение греческого автора к стоицизму, Бабю предположил, что он сочетал уважение к стоицизму и стоикам с довольно резкой критикой фундаментальных основ их взглядов. Тем не менее в настоящее время продолжает допускаться близость взглядов Плутарха по некоторым отдельным вопросам к стоической философии — в частности, в рассмотрении отдельных аспектов физической доктрины, а Мария Солопова предполагает адаптацию стоического учения в сфере логики. Допускается, что признаки близости Плутарха к стоицизму могут быть связаны с сильным влиянием Платона на основателей стоической философии. Критика им стоицизма наиболее серьёзна в религиозной сфере и затрагивает многие фундаментальные положения теологической доктрины стоиков. Так, он поднимает проблему теодицеи и критикует предложенные стоиками обоснования существования зла, замечая, что наполняющее Вселенную стоическое божество вынуждено смешиваться и загрязняться материей. Он также критикует стоическую идею о присутствии божественного в «дождях и камнях» (неодушевлённой материи). Впрочем, Плутарх весьма позитивно оценивает метод аллегорических интерпретаций стоиками мифологических элементов, хотя и не соглашается с их конкретными интерпретациями. Допускается, что его аргументы против стоиков могли быть не его собственными, а происходить из наработок философов-платоников. Алексей Лосев находит критику Плутархом стоического учения в сохранившихся трактатах недостаточно основательной и не слишком умелой.
Отношение Плутарха к эпикурейской философии характеризуется как однозначно негативное. При этом подчёркивается, что он был хорошо знаком с ней и близко общался по меньшей мере с двумя её последователями. Критика эпикурейского учения охватывает различные вопросы, от теологии до этики. Одно из наиболее существенных расхождений между Плутархом и эпикурейцами было связано с отрицанием представителями данной школы божественной природы и их материалистическим восприятием сущности души. Активно критиковал он и ориентированное на гедонизм этическое учение эпикурейцев. Помимо сохранившихся работ, в которых отчётливо прослеживается критика эпикурейского учения, в каталоге Ламприя сохранились заголовки нескольких несохранившихся трактатов, явно направленных против Эпикура и его последователей.

#### Религиозные взгляды и космология

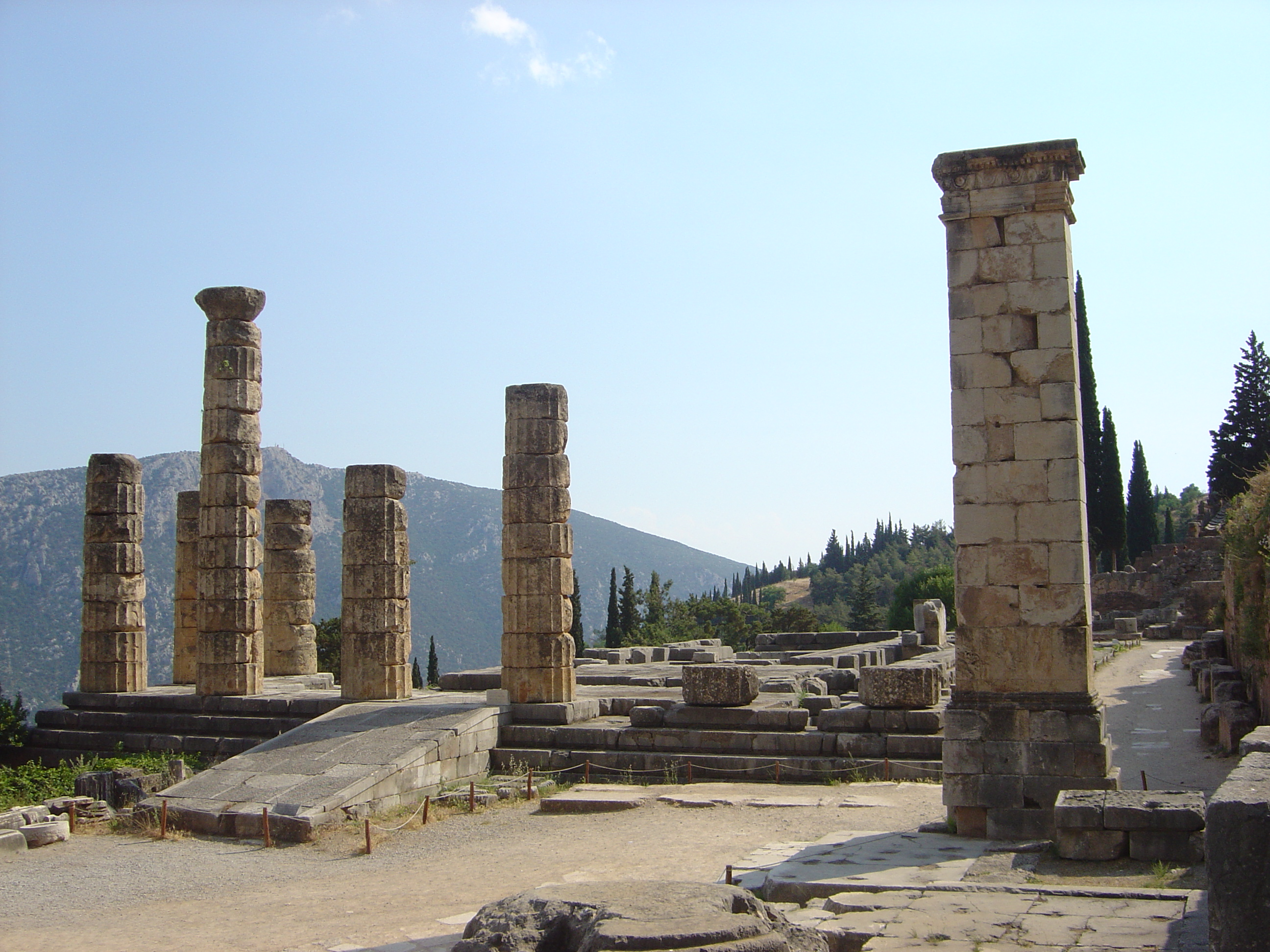
Руины храма Аполлона в Дельфах

Платонические воззрения Плутарха проявились и в религиозной сфере. Он не создал законченных религиозных и космологических доктрин, ограничившись рассмотрением частных вопросов, причём толкование некоторых принципиальных проблем — например, обстоятельств сотворения мира (др.-греч. κόσμος [kósmos]) — различается в разных произведениях. Религиозные воззрения Плутарха претерпели некоторые изменения с течением времени: написанная в молодости работа «О суевериях» отличается скептицизмом, а поздние работы отмечены большей религиозной глубиной и склонностью к мистицизму.
Согласно Плутарху, все существующие религии являются различными взглядами на единую истину. Его интерес не ограничивается традиционным политеизмом греко-римского культурного ареала: он знаком с религиями Египта и Индии, с зороастризмом и иудаизмом, с халдейской астрологией и другими культами. В результате сочинения эрудированного Плутарха считаются важным источником по истории древних религий. Особенно велик интерес греческого автора к древнеегипетской религии, а описания культовых практик, иконографии, символизма и других вопросов в сочинении «Об Исиде и Осирисе» очень ценны для исследователей. Предполагается, что среди источников его сведений по данному вопросу были не только греческие описания египетских обычаев, но и личное общение с египетскими жрецами во время посещения Египта. Он немало знал о религиозных практиках иудаизма. Немецкий историк религии Райнер Хирш-Луипольд особо отмечает, что Плутарх, по всей видимости, не был знаком с греческим переводом Ветхого Завета (Септуагинтой) и ничего не знал о фигуре Моисея. Распространена точка зрения о неточности Плутарха в описании иудаизма, но Хирш-Луипольд допускает, что греческий автор мог ориентироваться на сложившуюся у греков интерпретацию иудейских обычаев. В сочинениях Плутарха отсутствуют упоминания о христианстве. Райнер Хирш-Луипольд осторожно предполагает, что христианство могло не казаться автору темой, заслуживающей обсуждения. Сергей Аверинцев осторожно допускает, что туманная фраза в «Наставлениях супругам» может быть предостережением против обращения в христианство.
Плутарх разграничивал верховное божество (др.-греч. θεός [theós], θεῖον [théion]) и богов пантеона, хотя отмечается отсутствие ясности в вопросе об их чётком разграничении: несколько раз он отождествлял верховное божество с одним из богов пантеона. В данном вопросе взгляды Плутарха близки концепции Платона в «Тимее» и «Государстве». Верховное божество, по Плутарху, трансцендентно и прямо не присутствует в нашем мире, хотя и является его создателем; часть его функций делегирована мировой душе. Помимо верховного божества и богов пантеона, он выделял группу даймонов (др.-греч. δαίμων [dáimōn]; в некоторых переводах используется термин «демон»), которые являются связующим звеном между богами и людьми. Даймоны, по Плутарху, делятся на добрых и злых, их функции варьируются от поддержки людей в беде, организации пророчеств, заботы о святилищах до наказания дурных поступков людей. Его концепция даймонов опирается не только на Платона, но также на Эмпедокла и Ксенократа.
«Итак, сложны исток и строение мира из-за противоположных и при этом не равномощных сил: превосходство остаётся за лучшей. Но и злое начало не может погибнуть совершенно, так как оно присуще значительной части тела и значительной части души Всеобщего и постоянно ведёт упорную борьбу с лучшей силой».
Космология Плутарха находится под влиянием идей об асимметрическом дуализме антагонистических доброго и злого начал, примером персонификации которых он называет зороастрийских божеств Ахурамазду (Оромазда) и Аримана. Наиболее подробно данная концепция описана в трактате «Об Исиде и Осирисе». Происхождение дуалистического учения Плутарха не вполне ясно, и его концепция признаётся самобытной. В греческой философии дуалистическое учение традиционно ассоциировалось с пифагорейством, однако некоторые его следы обнаруживаются и у Платона; дополнительным источником подобных идей могла быть зороастрийская теология. Двумя существующими началами Плутарх признаёт упорядоченно-рациональную монаду, которую он воспринимал в платоновском духе и обычно называет Единым, Благом, Истинно сущим, и диаду, носителя бесформенного хаотического начала. Оба начала вечны и находятся в непримиримой борьбе, но монада обычно оказывается сильнее, хотя опасность победы разрушительного злого начала всё равно реальна. Оба начала проявляют себя через соответствующие части мировой души, и результатом их взаимодействия является мир людей. Плутарха, как и многих его современников, интересовала проблема теодицеи. По его мнению, частое отсутствие немедленного воздаяния связано с тем, что божествам не свойственны гнев и импульсивность, поэтому они действуют разумно и не совершают ошибок. В трактате «Почему божество медлит с воздаянием» Плутарх предположил, что отсутствие немедленного пресечения дурных поступков может быть связано с возможностью воздаяния в загробном мире. Он также настаивал, что человек, совершающий дурные поступки, сам разрушает свою жизнь. Он полемизировал со стоиками и отстаивал концепцию сотворения мира в течение некоторого времени, что помогало объяснить происхождение зла и не приписывать его появление всеблагому божеству.
Религиозную практику Плутарх рассматривает, противопоставляя веру и суеверия. Идея веры (др.-греч. πίστις [pístis]), под которой он понимал традицию почтения перед богами, опирающуюся на верования предков, мифы, законы и объяснения философов, у Плутарха отчасти близка к аналогичной христианской концепции. В отличие от веры, которую он считал важной и защищал от нападок стоиков, многие распространённые суеверия и религиозные предрассудки он резко критиковал — особенно в раннем трактате «О суеверии». Организованное отправление культа в виде религиозных ритуалов и праздников Плутарх поддерживал. Греческий автор решительно отвергал человеческие жертвоприношения.

#### Этика, психология и педагогика
Плутарх видел смысл человеческой жизни в уподоблении богам путём развития добродетельности, что было общей идеей для многих средних платоников. Этические воззрения Плутарха находятся под сильным влиянием Аристотеля. Ключевыми этическими понятиями для греческого автора были доблесть или добродетель (др.-греч. ἀρετή [aretḗ]), образованность (др.-греч. παιδεία [paidéia]) и гуманность (др.-греч. φιλανθρωπία [philanthrōpía]). На его этическое учение повлияла идея о двойственности души, разделённой на рационально-логический и иррационально-чувственный компоненты. По Плутарху, рациональная часть (др.-греч. νοερόν [noerón], λογιστικόν [logistikón]) устойчива, а иррациональная (др.-греч. παθητικόν [pathētikón], ἄλογον [álogon]) — нет, а оптимальным является достижение баланса между ними под общим контролем рациональной части. Учение о двойственности души считается проявлением дуалистической концепции мироздания Плутарха. Как и многие античные авторы, он чётко разграничивал тело человека и душу. При этом греческий автор разграничивал собственно ум человека от его души и настаивал на «двойной смерти»: по его мнению, на Земле умирает тело, после чего душа поднимается на Луну, где ум отделяется от души.
Педагогические взгляды Плутарха реконструируются на основе высказываний в «Моралиях» и «Сравнительных жизнеописаниях». Весьма значимым сочинением на педагогическую тематику является «Как юноше слушать поэтические произведения». В «Сравнительных жизнеописаниях» Плутарх упоминал об этическом усовершенствовании как об одной из целей сочинения. Созвучные идеи содержатся в трактате «О воспитании детей», авторство которого, однако, обычно считается неизвестным.
Для Плутарха образование в первую очередь затрагивает этику, а не когнитивные навыки, но в целом его идеалом является гармонически развитый человек. Формирование характера и воспитание этической добродетели (др.-греч. ἠθική ἀρετή [ēthikḗ aretḗ]), по Плутарху, позволяет прожить добрую счастливую жизнь. Он подчёркивал и политическую значимость образования: так, по его мнению, причиной нежизнеспособности конституции Нумы стало недостаточное внимание к образованию молодёжи. Философским фундаментом его педагогических взглядов является учение о двойственности души. Он полагал, что подчинение иррациональной части души рациональной может быть достигнуто в результате тренировки. От Платона Плутарх заимствовал идеи о том, что именно образование ответственно за будущие поступки, и что наличие положительных задатков без должной подготовки не гарантирует их развитие. Процесс образования, по Плутарху, не должен останавливаться в молодости.
Особенно важным элементом образования Плутарх считал поэзию. В данном вопросе обнаруживается расхождение Плутарха с Платоном, невысоко ценившим поэзию. Сочинение «Как юноше слушать поэтические произведения» одинаково далеко как от технического руководства Квинтилиана, так и от обстоятельной «Поэтики» Аристотеля, и характеризуется как морализаторское эссе. На примере поэтических произведений он давал советы по критическому восприятию текстов. Плутарх признавал и большую значимость обучения риторике, иллюстрируя эту идею не только удачными примерами, но и негативным опытом Кориолана, не получившего достаточной риторической подготовки.
Около 25 адресованных широкой публике работ по практической этике (см. раздел «Моралии») долгое время считались второстепенными и малозначимыми, но в конце XX — начале XXI века их начали рассматривать как значимый пример практической адаптации философии к запросам греко-римской элиты ранней Римской империи. Аудитория этих сочинений — элита, образованные и состоятельные люди, активные в общественно-политической жизни, но не философы. Именно ориентация на неспециалистов считается главной особенностью данной группы сочинений. Причиной низкой оценки этих работ Плутарха в течение длительного времени являлось их восприятие через призму технической (строгой) философии, а не как самостоятельных произведений с иными задачами и аудиторией. С некоторыми оговорками отмечается близость выбранной Плутархом проблематики к сочинениям Сенеки и других современников.

#### Вегетарианство и отношение к животным
Плутарха отличает редкое в античном мире внимание к животным и пропаганда вегетарианства. Он — один из двух сохранившихся античных авторов, целенаправленно рассматривавших вегетарианство с философско-этических позиций (второй — позднеантичный платоник Порфирий). Его взгляды по данным вопросам могли находиться под влиянием пифагорейства. Вопросам психологии животных посвящены два трактата — «О сообразительности животных» и «Грилл, или О том, что животные обладают разумом». Выводы и наблюдения Плутарха по основной теме данных сочинений признаются не вполне точными. Он утверждал, что животные разумны, и критиковал стоиков, утверждавших обратное. В частично сохранившемся трактате «О мясоедении» он отстаивал отказ от поедания мяса животных, приводя гигиенические, медицинские и этические доводы. Одним из ключевых аргументов Плутарха против гастрономической объективации животных считается гипотеза о понимании животными концепции справедливости. Он утверждал, что животные могут говорить и в момент убоя взывают о пощаде. Высокое мнение греческого автора о животных проявляется и в религиозной сфере: в отличие от большинства современников, он высоко оценивал почитание животных в Египте и ставил его выше почитания статуй из неодушевлённых материалов у греков. Отголоски вегетарианства обнаруживаются и в «Застольных беседах». В этом трактате, в частности, несколько философов рассматривали вопрос об отказе от поедания рыбы у последователей пифагорейства при отсутствии аналогичного ограничения на поедание мяса наземных животных. Аргументация их сводилась, по Плутарху, к экологическим соображениям: морские рыбы занимают совершенно иную экологическую нишу и не мешают человеку, а поедание «кур или кроликов» связывается с вынужденной необходимостью ограничивать их численность, чтобы они не съели все человеческие посевы. Известно, что вегетарианцем был один из херонейских друзей Плутарха, Филин.

### Политические взгляды
Политические воззрения Плутарха, высказанные в «Сравнительных жизнеописаниях» и, в меньшей степени, в «Моралиях», находятся в русле классической греческой философии, в которой политическая теория обычно рассматривалась как часть этики. Как и в других случаях, его взгляды наиболее близки Платону. Одним из основных прямых заимствований из Платона считается неоднократно высказывавшаяся идея о необходимости доверять управление государством философам. Вместе с тем он подмечал и ошибки политиков с философским мышлением — например, Катона Младшего. Большое количество платоновских идей рассеяно по биографиям Ликурга и, в меньшей степени, Нумы Помпилия. Несмотря на большой интерес к политической теории, автору больше импонировал деятельностный подход Ликурга, которого он поставил выше Платона и прочих философов-теоретиков: «Но после них-то [Платона, Диогена, Зенона] остались одни лишь писания да речи, а Ликург не в писаниях и не в речах, а на деле создал государство, равного которому не было и нет». Большой интерес в качестве образцового правителя-философа представлял для него и Дион, ученик Платона. По некоторым частным вопросам Плутарх расходился с идеями Платона. Он активно критиковал раннестоическую идею невмешательства в политику и эпикурейский подход к политике.

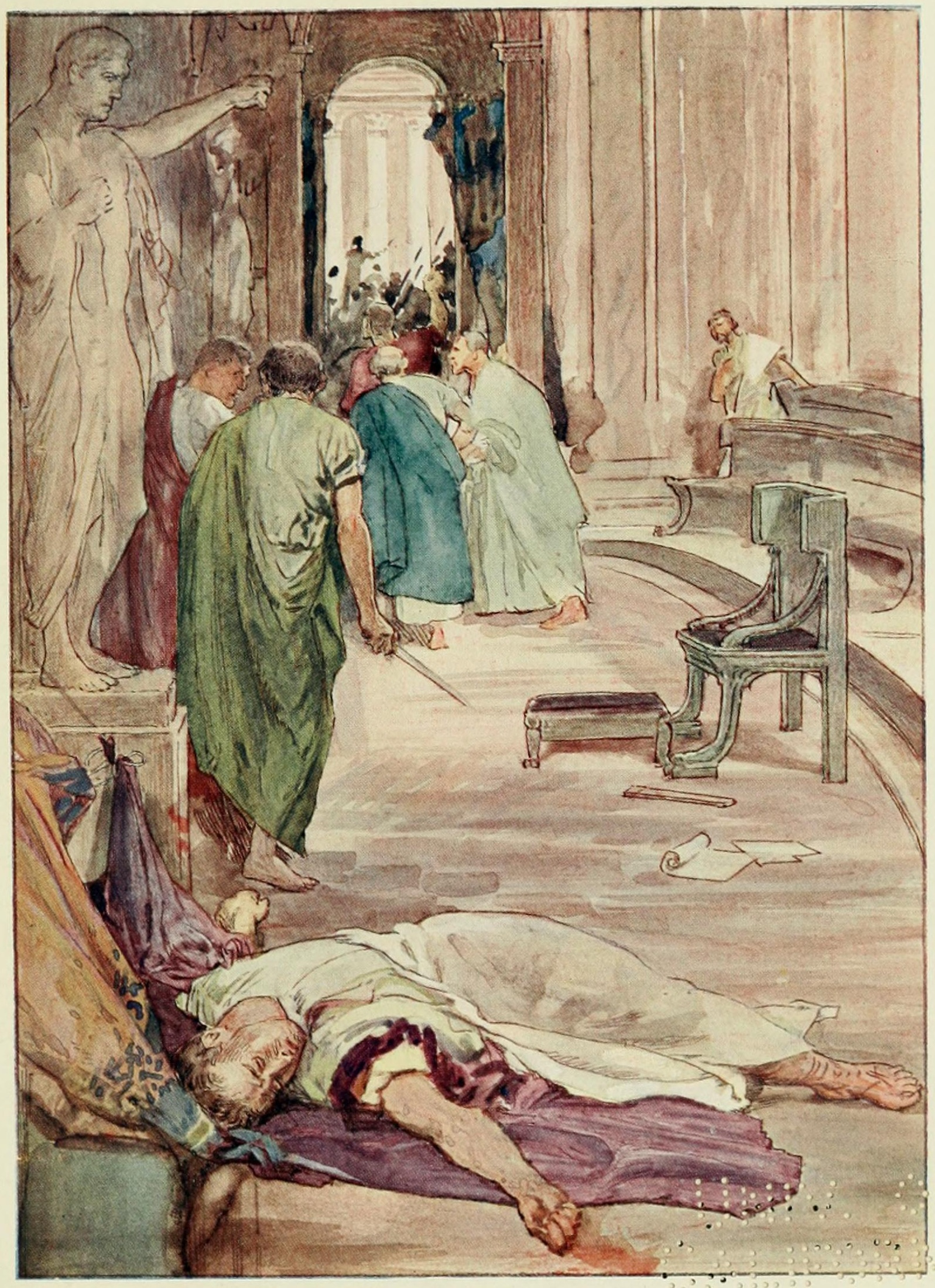
Убийство Гая Юлия Цезаря. Иллюстрация к «Сравнительным жизнеописаниям»

Плутарх неоднократно подчёркивал огромную важность политики, под которой понимал активную вовлечённость в политическую жизнь, и критиковал распространённую идею о необходимости дожидаться старости для занятий политикой. В рамках этического истолкования политики Плутарх указывал на важность политической доблести (др.-греч. ἀρετή [aretḗ]). Другим этическим элементом его политической концепции являлось осуждение внутригреческих и любых братоубийственных войн.
Плутарх не имел явно выраженного политического идеала. Несмотря на явную идеализацию Спарты времён Ликурга, он находит хорошее и в различных формах устройства других государств. Идеализация Спарты была довольно необычной на фоне критического восприятия этого полиса его идейными предшественниками — прежде всего Платоном и Аристотелем. Допускается, что источником вдохновения для идеализации ликурговой Спарты служила классическая греческая литература. Факторами успеха Спарты автор считал отказ от золотых и серебряных денег, коммунальный образ жизни и равные наделы земли. Все негативные явления в Спарте он склонен считать более поздними наслоениями на оригинальную ликургову конституцию. Единственными аспектами спартанского устройства, которые Плутарх критиковал с этических позиций, были криптии и намеренное спаивание илотов. Вместе с тем он признавал важность этих обычаев в системе воспитания спартанской молодёжи. Упадок Спарты он связывал с распространением золота и ростом неравенства.
Нидерландский антиковед Герхард Алдерс подчёркивает черту политической философии Плутарха, отличающую его от многих греческих авторов, интересовавшихся политикой, — отсутствие интереса к типологии форм государственного устройства. По косвенным указаниям Алдерс предположил, что Плутарх в основном следовал шестичастной типологии, широко использовавшейся в греческой политической мысли с IV века до н. э., — условно-правильные и условно-плохие формы монархии, аристократии и демократии соответственно. Важной особенностью Плутарха является этическая интерпретация форм государственного устройства: он считает основным критерием различия между «хорошей» и «плохой» формами правления моральные качества правителей, а не конституционные особенности. В результате объектом критики Плутарха являются не столько формы правления, сколько отдельные демагоги и тираны.
Наиболее приемлемым для Плутарха, согласно Алдерсу, является либеральное и умеренное правительство, близкое к политическим идеалам Аристотеля. В отношении конкретных форм государственного устройства он высказывался осторожно, указывая лишь на предпочтительность умеренных форм. Плутарх не являлся противником демократии, нередко используя этот термин в положительном контексте, но критикует издержки радикальной демократии, проявлявшиеся в зависимости лидеров от изменчивых настроений толпы. Он хорошо относился к аристократической форме правления, одним из образцов которой считал Спарту Ликурга, но негативно отзывался об олигархии — выродившейся форме аристократии. Монархия, если она управляется мудрым правителем, удостаивается высокой оценки Плутарха, который при этом подчёркивал, что праведный монарх вынужден вести тяжёлую жизнь и напрягать все силы для решения государственных задач. Образцом монарха для греческого автора выступает полулегендарный римский царь-реформатор Нума Помпилий. Тиранию (выродившуюся монархию) Плутарх считал наихудшей формой правления, всячески показывал ничтожество тиранов и одобрял их убийство.
Политические взгляды Плутарха, несмотря на обращённость в прошлое, демонстрировали и учёт современных политических тенденций. Небольшое внимание к популярной в его время идее «смешанной конституции» (Полибий и Цицерон), по мнению Алдерса, связано с пониманием, что подобное устройство неосуществимо в современную автору эпоху. Подчёркивается и неиспользование в качестве образца идеального правителя современных римских императоров. Отмечается, что восхищение Плутарха прошлым не рассматривалось современниками ни как призыв к свержению императорской власти, ни как подыгрыш имперской идеологии, что не исключает возможности существования более тонких аллюзий. Часть критики различных государств может быть применена как к эллинизму, так и к порядкам современного римского императорского двора. При этом Плутарх положительно отзывается о мировой державе, управляемой мудрым, гуманным и одарённым абсолютным монархом. Плутарх не видел проблемы в политическом и военном упадке Греции, поскольку считал более важным моральное лидерство.

## Рецепция

### Античность
Плутарх был хорошо известен во II веке в Римской империи, причём не только среди грекоязычного населения, но и в латиноязычной столице. Считается, что большой вклад в распространение его работ внёс ритор Марк Корнелий Фронтон (иногда он ошибочно считался племянником Плутарха), наставник императоров Марка Аврелия и Луция Вера. Фронтон и Марк Аврелий не упоминают Плутарха в своих сочинениях, однако император упомянул племянника Плутарха Секста как одного из важных для себя наставников. Кроме того, среди биографий известных личностей, с которыми познакомился будущий император, он упомянул в том числе «Диона и Брута», и их совместное упоминание заставляет предполагать знакомство со «Сравнительными жизнеописаниями». Хорошо знали во II веке и «Моралии». Краткое упоминание Плутарха в «Метаморфозах» Апулея было, по мнению датской исследовательницы Марианне Паде, данью уважения писателю и проявлением известности его сочинений у латиноязычной публики. В сочинениях Апулея обнаруживаются следы влияния отдельных философских произведений Плутарха. Римский писатель-антиквар Авл Геллий не только цитировал Плутарха, но и высоко отзывался о его учёности и мудрости. Грекоязычный историк Аппиан Александрийский находился под влиянием языка Плутарха и трижды в «Римской истории» проводил сравнения между теми греческими и римскими деятелями, о которых писал его предшественник. Влиянием Плутарха считаются написанные историком III века Аминтианом сравнительные биографии различных деятелей греческой и римской истории (сочинение не сохранилось). Допускается, что сочинения Плутарха могли оказать некоторое влияние на сатирические диалоги Лукиана Самосатского. Жанровая принадлежность «Пира мудрецов» Афинея навеяна «Застольными беседами»; допускается, что Афиней выразил благодарность своему образцу, назвав одного из персонажей произведения Плутархом. «Сравнительные жизнеописания» рассматривались позднеантичными греческими авторами как важный источник информации, их использовали Полиен, Павсаний, Дион Кассий, Диоген Лаэрций. Флавий Филострат в одном из сохранившихся писем сослался на Плутарха как на авторитета в области литературного стиля. Впрочем, некоторые представители второй софистики критиковали умеренного аттициста Плутарха за неудачный выбор слов.
Теоретики античного христианства рассматривали Плутарха как посредника между классической греческой философией и зарождавшейся христианской теологией. Евсевий Кесарийский неоднократно ссылался на него в «Приготовлении к Евангелию» и в «Хронике», причём для Евсевия он был одним из наиболее высоко ценимых авторов-язычников и видным авторитетом в области языческих культов. Отсутствие нападок со стороны раннехристианских мыслителей отличало Плутарха от многих греческих писателей-язычников. Его работы читали Климент Александрийский и Василий Кесарийский; допускается возможность его влияния на Илария Пиктавийского.
В позднеантичную эпоху известность Плутарха начала снижаться. В IV—VI веках о нём высоко отзывались грекоязычные авторы — Гимерий, Евнапий, Агафий Миринейский. Среди латинских писателей с творчеством Плутарха был хорошо знаком лишь Макробий, в то время как большинство авторов не знало о нём или ограничивалось единичными упоминаниями.

### Средние века
Известность Плутарха существенно различалась в Западной Европе и Византии. В Раннее и Высокое Средневековье он был мало известен в Западной Европе. Его написанные по-гречески сочинения были неизвестны, и лишь в билингвальной Южной Италии могли сохраниться рукописи нескольких его сочинений. При этом имя Плутарха не было забыто: Иероним Стридонский в хорошо известной средневековым читателям «Хронике» упоминал о нём как о крупном философе. Единственное значимое новое упоминание о Плутархе в Высокое Средневековье было связано с ошибочно приписанным ему трактатом «Наставления Траяну» (лат. Institutio Traiani): Иоанн Солсберийский использовал его в своём сочинении «Поликратик», что привлекло некоторое дополнительное внимание к личности Плутарха. С «Моралиями» мог быть знаком живший в XII веке на Сицилии переводчик Платона на латинский язык Генрих Артистипп. С XII века в Западной Европе начинают активнее циркулировать рукописи с несколькими сочинениями, входящими в «Моралии». Лишь в конце XIV — начале XV века Плутарх стал чрезвычайно популярным и влиятельным автором в Западной Европе (см. ниже).

#### Византия
Несмотря на то, что в Византии Плутарх был известен лучше, чем в Западной Европе, в VII—VIII веках наблюдалось падение его известности как самостоятельного автора. Нередко сведения из его сочинений были известны по текстам античных компиляторов. В результате эволюции литературных вкусов в византийском обществе в IX—X веках «Сравнительные жизнеописания» стали значительно более востребованным и популярным произведением. Эрудированный патриарх Фотий цитировал отрывки из «Сравнительных жизнеописаний» в «Мириобиблионе». В первой части «Мириобиблиона» Фотий кратко изложил содержание позднеантичной подборки Сопатра из Апамеи, в которой обильно цитировался Плутарх. Во второй части сочинения он пересказал некоторые римские и греческие биографии, отметив при этом, что пользовался неким «кратким изложением», характер которого неясен. Фотий неоднократно использовал исторические свидетельства Плутарха в переписке — например, в письме к болгарскому царю Борису I (Михаилу). «Сравнительные жизнеописания» были известны и императору Льву VI, который неоднократно ссылался на греческого автора в своих гомилиях.
В IX—X веках Плутарх превратился из источника сведений по разным вопросам в один из образцов для историографии. По указанию Константина VII Багрянородного отдельные выдержки из сочинений ряда античных авторов включались в состав 53 тематических рубрик (Excerpta Constantiniana), но Плутарх по каким-то причинам не попал в число писателей, отобранных для этого сборника. Куратор греческих рукописей в Ватиканской библиотеке Андраш Немет предположил, что причина могла быть вызвана достаточной известностью сочинений Плутарха среди византийской элиты, из-за чего античный автор не нуждался в дополнительной популяризации. В 970-е годы «Сравнительные жизнеописания», возможно, использовались для организации триумфа императора Иоанна I Цимисхия: в описании этого события выявляется близость к описанию Плутархом триумфа Марка Фурия Камилла. На Плутарха несколько раз ссылались в византийской энциклопедии «Су́да», но объём статьи о нём самом невелик.
В XI веке, при Константине IX Мономахе, сочинения Плутарха были весьма популярны у читающей публики. Помимо исторического источника, Плутарх рассматривался как модель литературного творчества и образец языка и стиля. Его популярность согласовывалась с общей тенденцией византийской литературы по опоре на античные образцы. Он оказал большое влияние на историографическое творчество Михаила Пселла (в частности на «Хронографию») и на его философские взгляды. Сам Пселл причислял Плутарха к своим «музам» наряду с Демосфеном, Исократом, Аристидом, Фукидидом и Платоном. Иоанн Зонара активно пользовался материалами его биографий в «Хронике» в качестве источника информации по римской истории. Следы значительного влияния Плутарха обнаруживают в разных жанрах византийской литературы (Михаил и Никита Хониаты, Никифор Вриенний Младший, Евматий Макремволит). В последние годы XIII века Максим Плануд собрал и упорядочил сочинения Плутарха, внеся огромный вклад в сохранность его сочинений (см. раздел «Рукописи»). Значительное влияние Плутарха сохранялось в Византии до падения Константинополя, и Плифон сформулировал свою концепцию идеального государства под влиянием Плутарха.

#### Ренессанс в Западной Европе
Всплеск интереса к сочинениям Плутарха в Западной Европе начался в конце XIV века. Повышенный интерес гуманистов к его трудам связывается с их преклонением перед греко-римской древностью и её выдающимися представителями. Они начали переводить сочинения заново открытого Плутарха с довольно экзотического древнегреческого на латинский язык, который знали все образованные люди Западной Европы, а также на народные новоевропейские языки. В 1370-е годы гуманист византийского происхождения Симон Атуманис перевёл на латинский язык трактат «О подавлении гнева». Интересовавшийся греческой культурой Франческо Петрарка неоднократно упоминал о Плутархе, но, как правило, в контексте вымышленного обучения им императора Траяна. Корреспондент Петрарки Джованни Колонна включил краткую биографию Плутарха в своё сочинение «О знаменитых мужах» (De viris illustribus). Распространению рукописей Плутарха способствовали собиратели греческих манускриптов — например, Джованни Ауриспа, который привёз из Византии сотни рукописей классических авторов, включая Плутарха, и Кириак Анконский. Позднее, после падения Константинополя, Виссарион Никейский перевёз в Италию свою большую библиотеку с рукописями Плутарха.

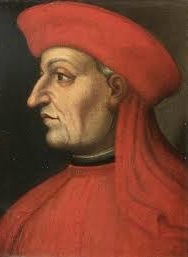
Леонардо Бруни, один из популяризаторов Плутарха в Западной Европе и переводчиков отдельных биографий на латинский язык

В 1380-е годы арагонец Хуан Фернандес де Эредиа перевёл «Сравнительные жизнеописания» с греческой димотики на арагонский язык. О переводе Эредии узнал флорентийский канцлер-гуманист Колюччо Салютати, который задумал перевести Плутарха на латинский язык. В 1393 году Салютати просил своего друга Джакопо д'Анджело, направлявшегося с посольством в Константинополь, привезти рукописи греческих историков и поэтов, особо отмечая Гомера, Платона и Плутарха. Большую роль в популяризации Плутарха в Италии сыграл византийский учёный Мануил Хрисолор, приглашённый Салютати во Флоренцию для преподавания древнегреческого языка. Хрисолор использовал сочинения Плутарха для обучения итальянских гуманистов древнегреческому языку, а сам пытался решать с помощью «Сравнительных жизнеописаний» дипломатические задачи: подчёркивая тесную связь между предками итальянцев и византийцев, он пытался найти в итальянских государствах поддержку в борьбе своей родины против турок-османов. Впоследствии сразу несколько учеников Хрисолора переводили отдельные «Сравнительные жизнеописания» на латинский язык: Джакопо д’Анджело, Гуарино да Верона (его венецианские ученики Франческо Барбаро и Леонардо Джустиниан перевели на латинский язык ещё несколько биографий Плутарха), Леонардо Бруни и другие. Бруни не удовлетворился переведённой биографией Цицерона и составил новую биографию великого оратора «Новый Цицерон» (Cicero novus), которая довольно сильно отличалась от версии Плутарха. Написанная Бруни биография стала чрезвычайно популярной и даже печаталась вместо биографии авторства Плутарха в некоторых латинских печатных изданиях. Впоследствии Бруни использовал плутархову модель биографий для написания по-итальянски парного жизнеописания Данте Алигьери и Петрарки (итал. Vite di Dante e del Petrarca). Переводчики «Сравнительных жизнеописаний» часто посвящали свои работы влиятельным людям (Лоренцо Медичи, Николо Альбергати, Джордано Орсини, Просперо Колонна), зачастую с прямыми указаниями на актуальность этих биографий в текущей политической обстановке. К середине XV века перевод «Сравнительных жизнеописаний» на латинский язык был в целом завершён, и рукопись с этими переводами, заказанная Пьеро Медичи, легла в основу первого печатного издания, опубликованного в Риме в 1470 году. Влияние Плутарха оказалось особенно сильным в биографическом жанре: помимо Леонардо Бруни, «Сравнительные жизнеописания» в качестве модели использовали Тит Ливий Фруловези, Джаноццо Манетти, Донато Аччайоли. Исторические примеры, почерпнутые из Плутарха, использовал и Никколо Макиавелли.
Помимо Хрисолора, другие греческие учёные, перебравшиеся в Западную Европу, активно использовали сочинения Плутарха для обучения древнегреческому языку. Причина использования этого автора в учебных целях заключалась не только в стилистических особенностях его текстов, но также в удачном отражении в его сочинениях духа Древней Греции. Кроме того, считалось, что чтение его трудов помогает воспитывать высокие моральные качества. Помимо греческих учёных, его изучали в гуманистической «Школе радости» Витторино да Фельтре.

### Новое и Новейшее время
Распространение переводов сочинений Плутарха на новоевропейские языки способствовало росту его популярности среди более широких кругов населения. «Сравнительные жизнеописания» Плутарха стали главным источником нескольких пьес Уильяма Шекспира — «Юлия Цезаря», «Антония и Клеопатры», «Кориолана» и отчасти «Тимона Афинского». В ряде других произведений Шекспира также обнаруживается влияние Плутарха. Он был одним из трёх любимых античных авторов Шекспира, наряду с Овидием и Сенекой. Отмечается, что Шекспир, владевший латинским языком, предпочёл ориентироваться на перевод Томаса Норта, который использовал французское издание Жака Амио (см. раздел «Переводы на новоевропейские языки»). Сто лет спустя, в 1713 году, в Англии была написана ещё одна популярная пьеса, основанная на биографии Плутарха, — «Катон» Джозефа Аддисона.
Плутарх оказал большое влияние на развитие новоевропейского биографического жанра, опередив в качестве античного образца «Жизнь двенадцати цезарей» Светония. В Новое время имя Плутарха стало символическим, и с XVIII века начали публиковаться сборники биографий с его именем в названии, нередко нацеленные на детскую аудиторию. Немало художественных образов, отдельных рассказов и исторических анекдотов прочно вошли в культуру Нового времени.

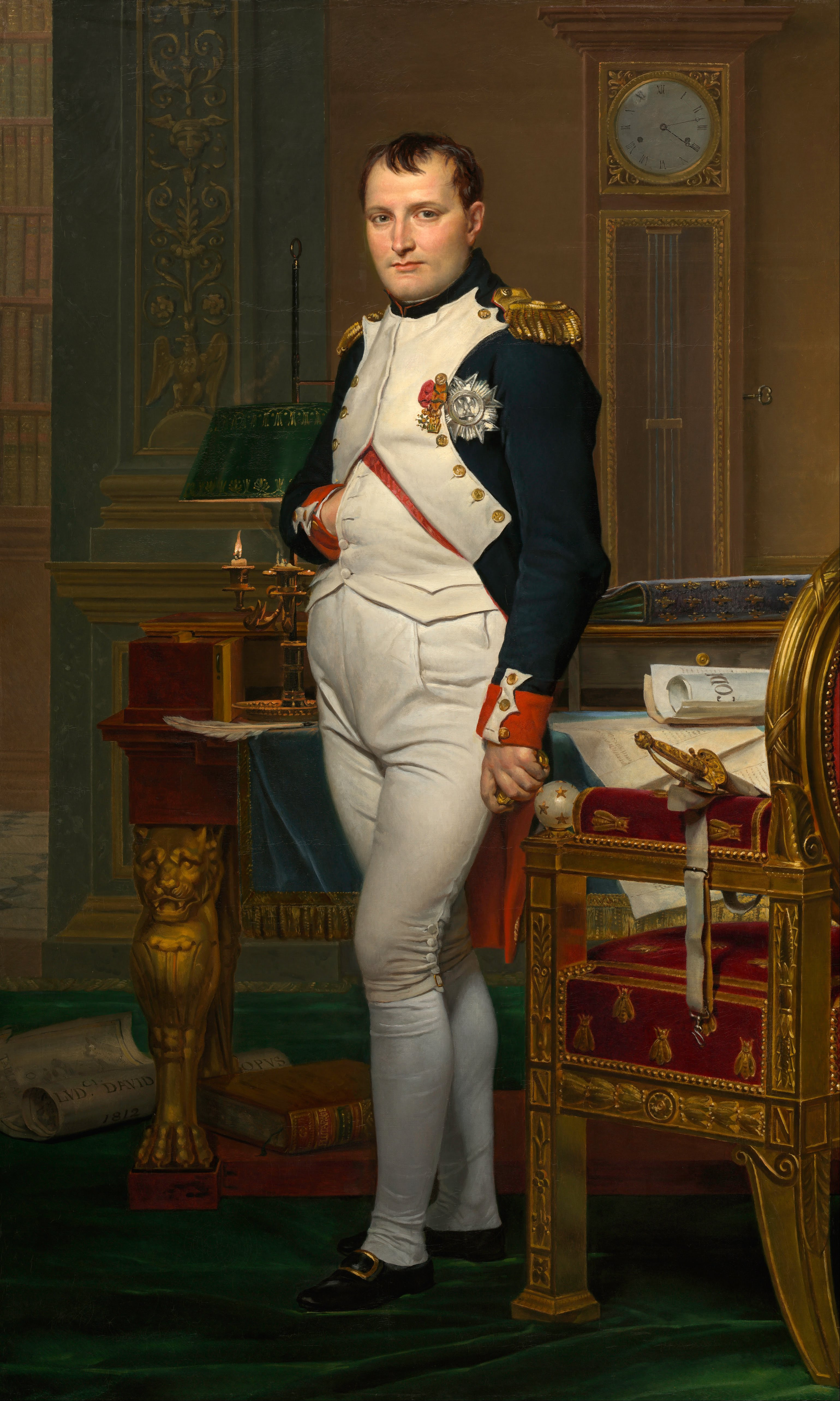
Жак Луи Давид. «Наполеон в рабочем кабинете в Тюильри». Наполеон был известен интересом к Плутарху, и художник нарисовал под столом том сочинений Плутарха во французском переводе

Плутарха ценили Франсуа Рабле, Мишель Монтень, Мольер. Джон Мильтон высоко ценил педагогические идеи Плутарха. В XVIII веке Вольтер критиковал Плутарха, обвиняя его в морализаторском антиисторизме и призывая современников отказаться от подражания ему. Впрочем, вскоре Жан Д’Аламбер и особенно Жан-Жак Руссо отчасти реабилитировали его. Руссо, в частности, приводил аргументы в поддержку использования Плутархом исторических анекдотов, что особенно критиковалось Вольтером. Руссо называл его своим любимым писателем в юности и отмечал влияние греческого автора на формирование своих общественно-политических взглядов. Маркиз Кондорсе написал по плутарховой модели биографии Тюрго и Вольтера, а также поддержал применение его сочинений в образовании молодёжи, акцентируя внимание на важности использования полезных моральных примеров. Многие деятели Великой французской революции вдохновлялись античными идеалами свободы именно благодаря биографиям Плутарха. Его активно цитировала революционная периодика, его часто использовали и ораторы в публичных выступлениях, о героях Плутарха ставились пьесы. После переворота 18 брюмера имперская пропаганда часто сравнивала Наполеона — ценителя Плутарха — с великими завоевателями Александром Македонским и Гаем Юлием Цезарем. В отдельных действиях и письмах Наполеона видят прямые отсылки к сюжетам Плутарха.
Пронизанные осуждением тирании «Сравнительные жизнеописания» сильно повлияли на некоторых «отцов-основателей» США, среди которых выделяются Александр Гамильтон, Джон и Сэмюэл Адамс. В Плутархе их интересовали исторические примеры — в частности, биография Фемистокла, демонстрировавшая возможность победы союза небольших республик над централизованной империей в войне за выживание, а последовательно проводимая Плутархом идея о важности высоких моральных качеств политиков нашла у них живой отклик. Считается, что описание Плутархом и Фукидидом недостатков афинской демократии повлияло на решение «отцов-основателей» отразить в Конституции США государственное устройство смешанного типа, а не демократии в классическом античном понимании. Во время тяжёлой зимовки Континентальной армии в Велли-Фордж в 1777—1778 годах Гамильтон перечитывал «Сравнительные жизнеописания», делая заметки о создании новых государств, опасности тирании и инструментах её недопущения, а также на другие темы, а Джордж Вашингтон приказал поставить для солдат пьесу «Катон» Аддисона по мотивам Плутарха.
Плутарха высоко ценили Иоганн Гёте, Стендаль и Людвиг ван Бетховен. Герой «Разбойников» Фридриха Шиллера восклицает: «О, как мне гадок становится этот век бездарных борзописцев, лишь стоит мне почитать в моём милом Плутархе о великих мужах древности». В Италии под влиянием Плутарха был драматург Витторио Альфьери. Плутарх был хорошо известен и в Англии, где многие известные люди упоминали о знании его работ в мемуарах и художественных произведениях, и в США (в частности, поклонниками его творчества были Натаниэль Готорн, Генри Торо и Ральф Уолдо Эмерсон). По замечанию Сергея Радцига, «[н]а „Жизнеописаниях“ Плутарха воспитывалось поколение декабристов». Виссарион Белинский был под большим впечатлением от созданного Плутархом образа непримиримого борца за свободу от тирании Тимолеонта и писал, что благодаря ему сумел лучше понять Великую французскую революцию. Значительное влияние оказал Плутарх на Алексиса де Токвиля и Фридриха Ницше. Во второй половине XIX века его признавали самым известным классическим (античным) автором, хотя отмечалось и некоторое снижение его популярности. В 1933 году американский ботаник Альберт Чарльз Смит назвал в честь Плутарха род растений семейства Вересковые, представители которого произрастают в Эквадоре (плутархия). В 1935 году Международный астрономический союз присвоил имя Плутарха кратеру на видимой стороне Луны. Именем Плутарха назван астероид (6615) Плутарх, открытый в 1960 году.

### Научное изучение
В середине XIX века с подачи немецких филологов мнение о Плутархе начало пересматриваться: ему вменяли в вину исторические неточности, неоригинальность и недостаточно аттический стиль; новым образцом греческой исторической литературы был объявлен скрупулёзный Фукидид. Одним из направлений критики Плутарха было недоверие к точности многочисленных приводимых им цитат: учёные XIX века не верили, что Плутарх прочёл все цитируемые работы, и приняли гипотезу о заимствовании им информации из неких конспектов. В XX веке исследователи постепенно отошли от гиперкритического подхода скептически настроенных филологов, доказав, в частности, что использованные им цитаты были результатом чтения сочинений в оригинале, а не в конспективном изложении. Большой вклад в развитие плутарховедения внёс Конрат Циглер, отметившийся не только участием в издании текстов его работ (см. раздел «Издания на древнегреческом языке»), но и публикацией монографии о нём. Зимой 1942/43 годов Циглер подготовил для энциклопедии Pauly-Wissowa рукопись статьи о Плутархе, в ноябре 1943 года его богатая библиотека погибла в ходе бомбардировки Берлина, а в 1949 году, не дожидаясь выхода тома энциклопедии со своей статьёй, он опубликовал рукопись статьи отдельной монографией. Монография Циглера была оценена как всеохватывающее и надёжное пособие по Плутарху, рассматривающее все аспекты его творчества и биографии.
Активный пересмотр деятельности Плутарха начался в 1960-е годы. Одним из крупнейших исследователей творчества греческого автора в середине XX века стал Кристофер Джонс. В 1966 году Джонс опубликовал статью о хронологии написания работ Плутарха, которая по состоянию на начало XXI века признаётся важной для изучения данного вопроса. В 1971 году Джонс опубликовал монографию «Плутарх и Рим», которая освещала различные аспекты его биографии, связей с Римом и римской элитой, а также «Сравнительных жизнеописаний». Монография получила высокие оценки, хотя рецензенты сделали немало замечаний по частным вопросам: Лайонел Пирсон отметил отсутствие пояснений к выводам о ряде событий биографии греческого автора, Мартин Губерт счёл неубедительными выводы Джонса о слабом знании Плутархом латинского языка, Освин Мюррей нашёл слабой гипотезу Джонса о заимствовании Тацитом сведений непосредственно из сочинений Плутарха, а Джон Брискоу счёл явно недостаточным внимание автора к изучению источников и методов «Сравнительных жизнеописаний», а также отношения Плутарха к римской истории. В 1967 году небольшую обзорную монографию «Плутарх и его время» опубликовал британский антиковед Реджинальд Бэрроу. Книга получила много сдержанных отзывов, также встречались положительные и отрицательные рецензии. В 1973 году небольшую монографию о Плутархе опубликовал британский филолог Дональд Расселл, которая противоречиво рассматривалась различными рецензентами — и как ценный обзор творчества Плутарха (А. Дж. Госседж), и как краткая и поверхностная работа, ничего не добавлявшая к существующим общим обзорам творчества греческого автора (Л. Дж. Симмс). Кристофер Джонс отозвался о работе Расселла как о неудовлетворительной, но всё же относительно лучшей из доступных вводных работ на английском языке по сравнению с более слабыми монографиями Реджинальда Бэрроу и Константина Джанакариса. Схожим образом — как лучшую в сравнении с Бэрроу и Джанакарисом — оценил работу Расселла и Мартин Губерт. В 1966 году Сергей Аверинцев защитил кандидатскую диссертацию о Плутархе, отмеченную премией Ленинского комсомола и изданную в 1973 году отдельной монографией («Плутарх и античная биография»).
Множество статей посвятил творчеству Плутарха британский историк Кристофер Пеллинг; в 2002 году многие его статьи были опубликованы отдельным сборником. Опубликованная в 2001 году небольшая монография Роберта Лэмбертона оценивается как краткое вводное пособие. Исследователями Плутарха организовано Международное плутарховское общество (англ. International Plutarch Society) с секциями в 14 странах.
Отдельно развивалось изучение философских взглядов Плутарха, и в XX веке была внесена ясность в их определение. В XIX — начале XX века Плутарха обычно считали неоригинальным и эклектичным философом, не опирающимся на учение какой-либо школы. На подобное восприятие греческого автора повлияли идеи Гегеля о философии I века н. э. Богатые отсылками и цитатами сочинения Плутарха способствовали его восприятию как эклектика, поскольку исследователи XIX — первой половины XX века считали главным признаком внешнего влияния текстуальные совпадения, даже если они носили тривиальный характер. В XX веке наметился отход от идентификации Плутарха как философа-эклектика: по выражению бельгийского историка философии Яна Опсомера, указание на эклектизм приводило к ошибочному предположению, будто он свободно включал в свою систему взглядов гетерогенные, зачастую несовместимые элементы. Важнейшим этапом уточнения его взглядов стало доказательство его приверженности платоническим идеям. В 1916 году американский антиковед Роджер Миллер Джонс опубликовал исследование «Платонизм Плутарха», в котором доказывал платоническую основу взглядов греческого автора. В 1969 году французский историк философии Даниэль Бабю нанёс большой удар по гипотезе о сильном влиянии стоицизма на Плутарха, доказав, что он был последовательным противником стоицизма.

## Рукописи

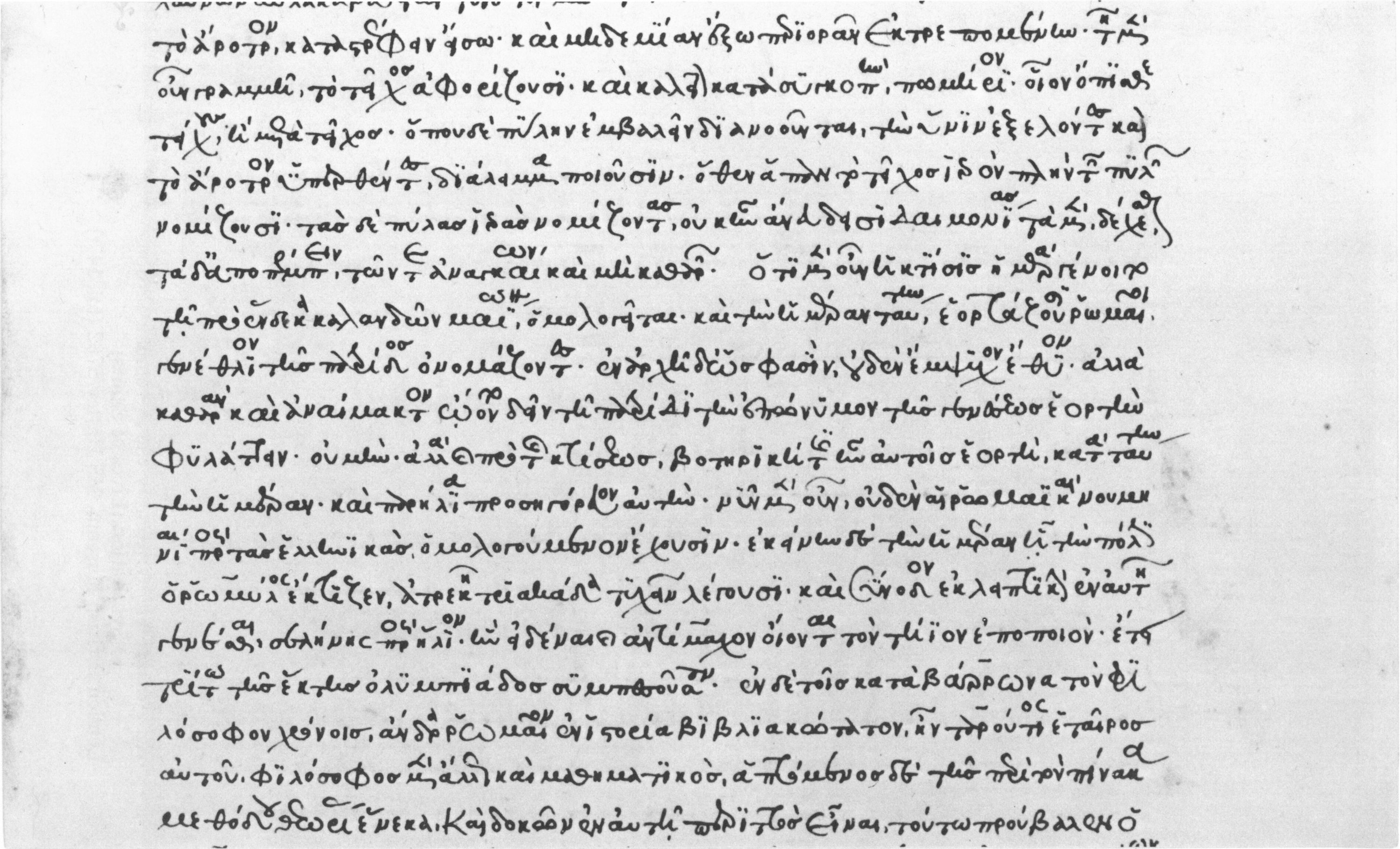
Лист из рукописи с биографией Ромула, около 1362 года. Бодлианская библиотека, Оксфорд

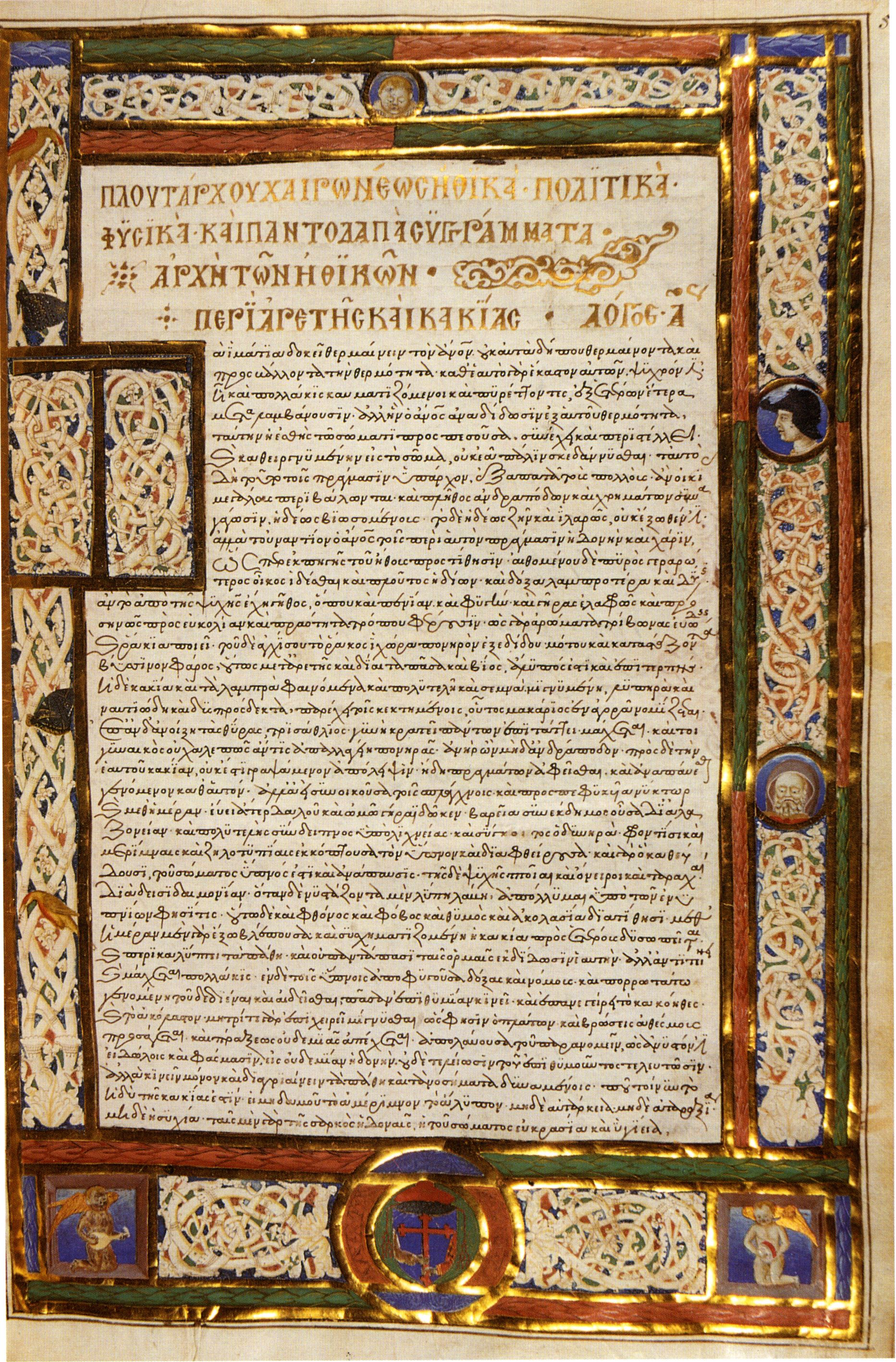
Лист из иллюстрированной рукописи «Моралий» из коллекции Виссариона Никейского, около 1455 года. Библиотека Марчиана, Венеция

Из-за большого объёма работы Плутарха, как правило, переписывались по частям. «Сравнительные жизнеописания» сохранились более чем в 100 средневековых рукописях, но лишь 12 из них (не считая поздних манускриптов) включают все биографии. Ключевой признак группировки рукописей «Сравнительных жизнеописаний» — принадлежность к двухтомному (двухчастному) и трёхтомному (трёхчастному) семействам. В менее распространённом, но более древнем двухчастном семействе рукописей биографии расположены строго по хронологии, основываясь на времени жизни греческих персонажей: от Тесея, Ликурга и Солона до Агида, Клеомена и Филопемена. Лучшей рукописью двухчастного семейства считается Codex Seitenstettensis 34 («S»), выполненный, по разным версиям, в конце X или в XI—XII веках. Биографии в рукописях существенно более распространённого трёхчастного семейства разделены на афинян, спартанцев и прочих греков, а внутри каждой группы использовался хронологический принцип. Группировка биографий по три части, вероятно, возникла в IX или в начале X века. Среди самых старых рукописей этой группы — высококачественные 32-строчные кодексы, выполненные для Константина Багрянородного (recensio Constantiniana). Почти одновременно сочинения Плутарха копировали писцы архиепископа Арефы Кесарийского.
В последние годы XIII — начале XIV века были выполнены максимально полные на тот момент копии «Сравнительных жизнеописаний» и «Моралий» под редакцией Максима Плануда (recensio Planudea). Деятельность Плануда оказала большое влияние на сохранность корпуса сочинений Плутарха. Под редакцией Плануда текст греческого автора претерпел некоторую лингвистическую и стилистическую редакцию для использования его сочинений в учебных целях. Плануд имел доступ в крупнейшие библиотеки Византии и, возможно, использовал назначение в направлявшееся в Италию посольство для изучения оказавшихся там рукописей. В начале XIV века независимо от Плануда византийские филологи предприняли альтернативную попытку собрать всё наследие Плутарха с попыткой реконструкции изначального текста.
Сочинения, входящие в «Моралии», в Средние века переписывались по несколько работ и поодиночке. Лишь одна рукопись, выполненная под редакцией Максима Плануда, включает почти полный корпус сохранившихся сочинений — Codex Parisinus graecus 1672 (текстологическое обозначение — «E»), написанный после 1302 года и хранящийся в Национальной библиотеке Франции (рукопись также является одним из важнейших источников для текста «Сравнительных жизнеописаний»). В 1773 году было выявлено два значительных по объёму фрагмента, которые отсутствовали в рукописи «E». Наиболее важными для реконструкции текста «Моралий» считаются 11 рукописей, хранящихся в Париже (№ 1672, 1675, 1955, 1956, 1957), Риме (Urbinas 97), Милане (Ambros. 82), Венеции (Marc. Gr. 249, 250, 427) и Вене (Vindob. 148 = Phil. Gr. 72).

Определённую ценность представляют небольшие, но очень древние папирусы и одна пергаментная рукопись с фрагментами сочинений Плутарха. По подсчётам папиролога Томаса Шмидта, известно 17 античных манускриптов (в основном — свитки, но есть и 2 кодекса): в 5 манускриптах были записаны «Сравнительные жизнеописания» (биографии Александра, Ликурга, Пелопида, Цезаря), в 12 — сочинения, входящие в «Моралии». Самые ранние рукописи были созданы в первой половине II века и могли быть скопированы при жизни Плутарха, самые поздние относятся к V веку, но большинство относятся ко II—III векам. Ещё 5 найденных папирусов в разное время приписывались Плутарху — вероятно, ошибочно. Изучение папирусов поставило под сомнение устоявшуюся традицию, предполагающую, что «Сравнительные жизнеописания» с самого начала переписывались попарно. Так, по подсчётам Хелен Кокл (англ. Helen Cockle), свиток с биографией Ликурга имел бы длину 7,5 м, из-за чего единый свиток с парой биографий Ликурга и Нумы был бы очень длинным (15 м). Томас Шмидт подсчитал, что парные биографии Пелопида с Марцеллом и Цезаря с Александром, судя по сохранившимся фрагментам, были бы аномально длинными — 22—29 метров. Данные наблюдения рассматриваются как довод в поддержку индивидуального распространения парных биографий в античную эпоху.

## Издания сочинений

### Издания на древнегреческом языке
Набиравшие популярность сочинения Плутарха начали издаваться вскоре после изобретения книгопечатания. Первоначально «Сравнительные жизнеописания» были изданы в латинском переводе, выполненном различными итальянскими гуманистами, в 1470 году в Риме Джованни Антонио Кампано (по другой информации, римское издание напечатал Ульрих Хан). Editio princeps на языке оригинала было издано в 1517 году флорентийским издателем Филиппо Джунти под редакцией Эуфросино Бонино на основе двух рукописей, хранившихся во Флоренции. Издание Джунти считается не самым качественным и содержащим немало ошибок; кроме того, Плутарху была ошибочно приписана биография Эвагора, написанная Исократом. Джунти и Бонино не придали большого значения компаративистскому подходу Плутарха и озаглавили работу как «Жизни», то есть биографии (др.-греч. Βιοῖ [Biói], лат. Vitae). В 1519 году Франческо Азолано (Джан Франческо д’Азола), продолжатель Альда Мануция, издал в Венеции более качественный текст «Сравнительных жизнеописаний», причём в предисловии раскритиковал издание Джунти. Как и Джунти, д’Азола не предпринял попытку реконструировать оригинальный порядок биографий, задуманный Плутархом. «Моралии» были впервые изданы на языке оригинала раньше «Сравнительных жизнеописаний»: в 1509 году их издал Альд Мануций в Венеции. Редактором первого издания «Моралий» был греческий гуманист Деметрий Дука при содействии Эразма Роттердамского и Джироламо Алеандро.
Венецианские издания «Сравнительных жизнеописаний» и «Моралий» несколько десятилетий считались стандартными, хотя многие эмендации (исправления) были пересмотрены на основе изучения других рукописей. Так, в 1533 году Андрей Кратандер и Иоганн Бебель опубликовали в Базеле «Сравнительные жизнеописания», основанные на тексте д’Азолы с небольшими исправлениями, а в 1542 году там же был напечатан схожим образом скорректированный текст «Моралий». В 1572 году Анри Этьенн опубликовал в Женеве полное греческое издание сочинений Плутарха с пагинацией «Моралий» на листы и параграфы, ставшей общепринятой. Этьенн сделал также много эмендаций и перечислил основные варианты прочтения на основе самостоятельного изучения рукописей. Издание Этьенна оказалось очень удачным и неоднократно переиздавалось. Лишь в конце XVIII века некоторого прогресса в реконструкции текста Плутарха добились филологи Огастин Бриан, Моис дю Су, Иоганн Якоб Рейске и Даниэль Альберт Виттенбах, чьи издания всё же были основаны на тексте Этьенна.

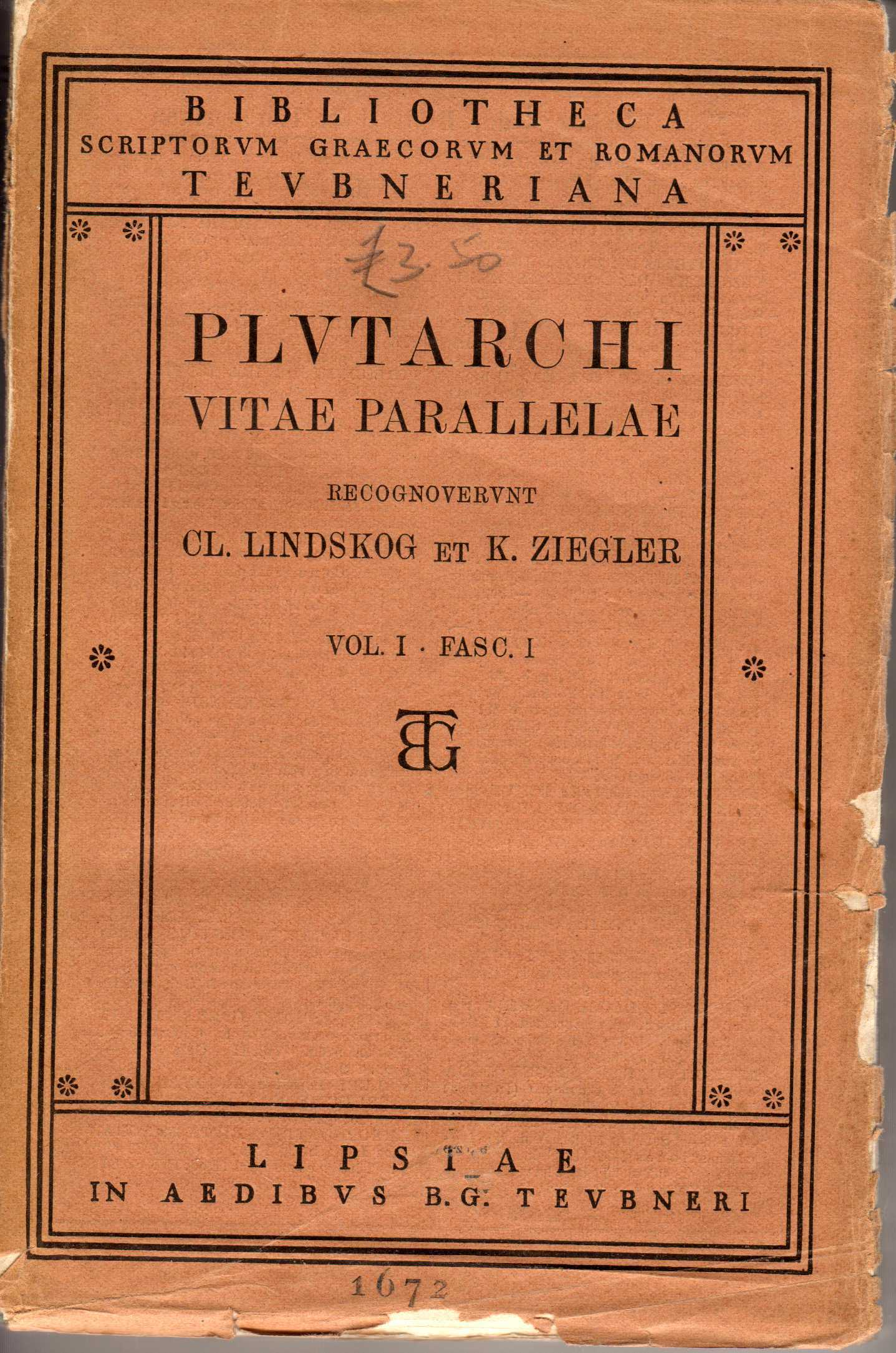
Обложка тойбнеровского издания («Bibliotheca Teubneriana») 1914 года под редакцией Класа Линдскога и Конрата Циглера

По подсчётам Питера Бёрка, в 1450—1700 годах «Сравнительные жизнеописания» были изданы в Европе 62 раза (27 изданий на древних языках и 35 — на современных), что сделало его сочинение 13-м по популярности среди исторических произведений античных авторов.
В конце XIX века по результатам многовековой филологической работы началось издание текстов Плутарха с научно-критическим аппаратом, которые обычно используются современными исследователями и переводчиками, заменяя непосредственную работу с рукописями. В 1888—1896 годах греческий филолог Грегориос Бернардакис издал «Моралии» в немецкой серии «Bibliotheca Teubneriana». В американской серии «Loeb Classical Library» текст первых томов «Моралий» был подготовлен Фрэнком Коулом Бэббиттом, который опирался на работу Бернардакиса, но отказался от многих его эмендаций и добавил отдельные новые; начиная с 5-го тома над текстом «Моралий» работало несколько различных исследователей. Текст «Сравнительных жизнеописаний» для «Bibliotheca Teubneriana» в начале XX века подготовили Клас Линдског и Конрат Циглер (первое издание публиковалось в 1914—1935 годах, впоследствии переиздавалось). В середине XX века «Сравнительные жизнеописания» были изданы во французской серии «Collection Budé» под редакцией Робера Фласельера, Эмиля Шамбри и Марселя Жуно. Французское и третье тойбнеровское издания незначительно отличались в отдельных эмендациях и в реконструкции генеалогического дерева рукописей, во французском издании отмечались решительная критика «теории одного источника» в предисловии и ценные примечания к тексту. Во второй половине XX века началась публикация нового издания «Моралий» в «Bibliotheca Teubneriana», над различными сочинениями которых работало множество филологов.

### Переводы на новоевропейские языки
Среди первых переводов Плутарха на новоевропейские языки — рукописный перевод де Эредии на арагонский язык (см. выше). После изобретения книгопечатания начали появляться переводы сочинений Плутарха на основные европейские языки. В 1450—1700 годах было опубликовано 10 переводов «Сравнительных жизнеописаний» на французский язык, 9 — на итальянский, 7 — на английский. Питер Бёрк обратил внимание, что в XV—XVII веках Плутарх относился к категории античных авторов, которых чаще издавали в переводах на современные народные языки, нежели на языке оригинала и в латинском переводе.
Большой популярностью во Франции пользовался перевод сочинений Плутарха на французский язык, выполненный Жаком Амио с греческого оригинала. В 1540-е годы Амио перевёл несколько сочинений древнегреческих авторов, а его рукописный перевод отдельных биографий Плутарха с удовольствием прочитал Франциск I, который предложил Амио перевести все «Сравнительные жизнеописания». Вскоре Амио стал наставником детей нового короля Генриха II — будущих королей Карла IX и Генриха III, и именно для нужд воспитания дофинов Амио в 1559 году закончил перевод «Сравнительных жизнеописаний». В 1572 году Амио перевёл и «Моралии». Переводы Амио отличались самостоятельной литературной ценностью и оказали влияние на развитие французского языка. Новые переводы на французский язык появились лишь в XVIII веке, а до этого времени перевод Амио был очень популярен и высоко ценим; лишь в XVII веке Амио иногда критиковали за отчасти архаичный стиль.

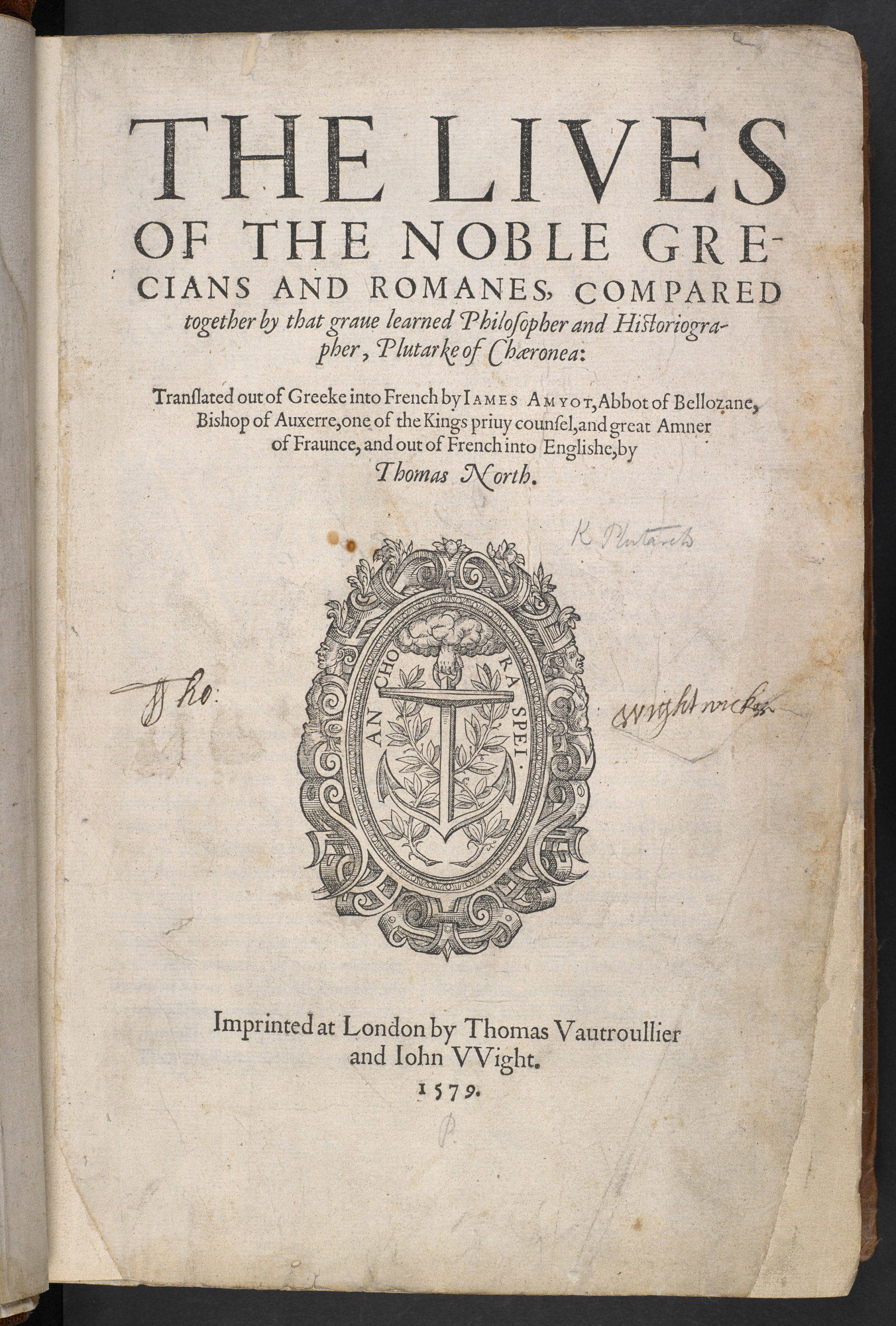
Титульный лист перевода «Сравнительных жизнеописаний» Томаса Норта на английский язык (1579 год)

В 1579 году англичанин Томас Норт опубликовал перевод «Сравнительных жизнеописаний» на английский язык под названием «Жизни знатных греков и римлян». Норт почти не знал древнегреческий и латинский языки, и его перевод был выполнен с французского перевода Жака Амио. По моде своего времени Норт в некоторых случаях творчески перерабатывал переводимый текст и даже придумывал краткие вставки, придавая Плутарху дополнительную драматичность. Свой перевод он посвятил королеве Елизавете. Одним из множества читателей перевода Норта был Уильям Шекспир (см. раздел «Новое время»). В отличие от французского и английского изданий, переводы на итальянский язык не пользовались большим влиянием в Италии в Новое время
Плутарха неоднократно переводили на русский язык. Первые переводы отдельных сочинений относятся к XVIII веку (Степан Писарев): «Наставления Плутарха о детоводстве» (СПб., 1771) и «Слово о непреступающем любопытстве» (СПб., 1786); «Нравственные и философические сочинения Плутарха» (И. Алексеев; СПб., 1789); «О суеверии» (Е. Сферин; СПб., 1807). В XIX веке публиковались переводы «Сравнительных жизнеописаний» Спиридона Дестуниса («Плутарховы сравнительные жизнеописания», СПб., 1810, 1814—16, 1817—21); «Жизнеописания Плутарха» под ред. В. Герье (М., 1862); биографии Плутарха в дешёвом издании А. Суворина (пер. В. Алексеева, т. I—VII) и под заглавием «Жизнь и дела знаменитых людей древности» (М., 1889, I—II). Частичный перевод 1941 года под редакцией Соломона Лурье («Избранные биографии») был оценён рецензентом Софьей Протасовой как весьма удачный, несмотря на отдельные недостатки. В 1961—1964 годах в серии «Литературные памятники» был опубликован трёхтомный перевод («Сравнительные жизнеописания» под редакцией Симона Маркиша, Сергея Соболевского и Марии Грабарь-Пассек). В рецензии в «Вестнике древней истории» плутарховед Сергей Аверинцев высоко оценил качество этого перевода. Особенно высоко Аверинцев отметил многочисленные (31 из 50) биографии, переведённые Маркишем: по его словам, «[п]рисущее писательскому темпераменту Маркиша стремление к открытой интонации, к жизненности, непринуждённости, даже „домашности“ дикции совпало со всем складом оригинала».